# Liste der Straßen und Plätze in Berlin-Wittenau

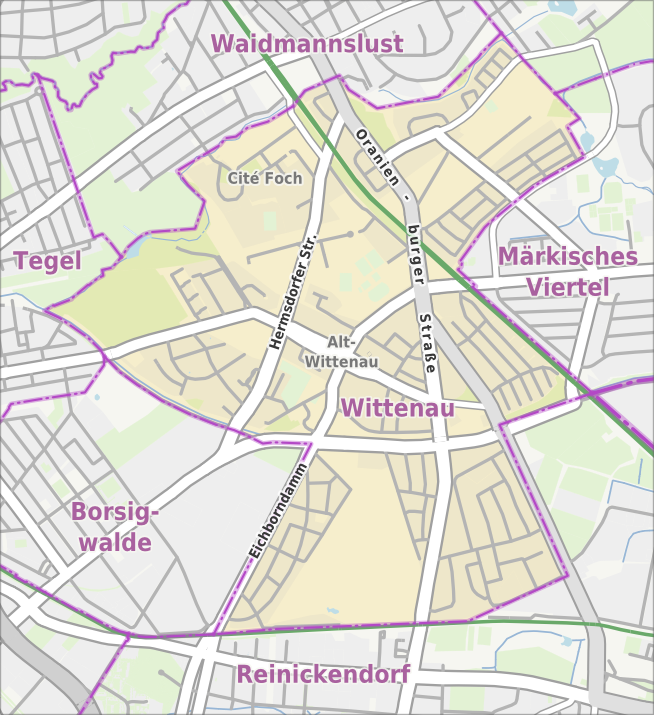
Übersichtskarte von Berlin-Wittenau

Die Liste der Straßen in Berlin-Wittenau stellt die im Berliner Ortsteil Wittenau liegenden Straßen mit ihren historischen Bezügen dar. Gleichzeitig ist diese Zusammenstellung ein Teil der Listen aller Berliner Straßen und Plätze.

## Überblick
In Wittenau liegen zwei Plätze und 112 gewidmete Straßen und Wege. 13 dieser Straßen setzen sich in die Nachbarortsteile fort. Die Gesamtlänge der Stadtstraßen in Wittenau beträgt 49,4 Kilometer, wobei darin auch die Bundesstraße 96 im Ortsteil erfasst ist. Die B 96 führt auf dem Straßenzug der Oranienburger Straße durch Wittenau und wird durch ein Hauptstraßensystem ergänzt. Für den West-Ost-Verkehr von Tegel und Waidmannslust über Lübars nach Pankow und Niederschönhausen leitet der Straßenzug Waidmannsluster-/Zabel-Krüger-Damm im Norden von Wittenau und im Süden des Ortsteils der Straßenzug Gorkistraße/Alt-Wittenau/Wilhelmsruher Damm ins Märkische Viertel und Richtung Pankow, ergänzt wird dieser Straßenzug durch Gorkistraße/Am Nordgraben über Eichhorster/Dannenwalder Straße im Märkischen Viertel oder zur Wilhelmsruher Heinz-Brandt-Straße. Noch ist die [veraltet]Nordtangente am äußeren Stadtring hierbei in der Planungsphase. Die Nord-Süd-Verbindung durch die Oranienburger Straße als Bundesstraße wird westlicher durch Hermsdorfer/Trift-/Holzhauser Straße sowie den Eichborndamm durch Borsigwalde in Richtung Spandau und Autobahn und östlicher durch die Rödernallee mit Anschluss nach Gesundbrunnen und den Bezirk Mitte durch Reinickendorf.
Auffällig ist, dass in einigen Wohnvierteln die Bezeichnung der Straßen thematisch nahezu einheitlich vorgenommen wurde. Dazu gehören Werkzeuge, Ortschaften im Vogelsbergkreis, Architekten oder Begriffe aus dem Baugewerbe, Geschichte Wittenaus (historische Flurnamen oder bedeutende Ereignisse wie ein Kossätenaufstand). Durch den Bau des Nordgrabens Mitte der 1930er Jahre wurden Straßenläufe (wie die Holzhauser Straße) an dessen Linie unterbrochen. Durch die Einrichtung einer eigenen Wohnstadt auf einem ehemaligen Industriegelände für die französischen Streitkräfte in Berlin ab 1953 entstand die Cité Foch, deren Privatstraßen nicht gewidmet sind und Namen französischer Personen tragen. Die Jean-Jaurès-Straße liegt zwar an der Cité Foch, bestand aber schon – unter anderem Namen – vor Entstehung der Siedlung.
Wittenau hat 25.106 Einwohner (Stand: 31. Dezember 2023) und umfasst die Postleitzahlenbereiche 13435, 13437 und 13403.
Nach dem Ersten Weltkrieg bestand Bedarf an Wohnungen, jedoch wurden durch die folgende Inflation mit ihrem Höhepunkt 1923 einige Siedlungsprojekte nicht umgesetzt. Beispiel dafür ist die von der Heimstättengesellschaft Primus durch den Architekten Jansen 1919 projektierte Siedlung im Bereich Roedernallee (Graf Roedern-Allee), Alt-Wittenau (Hauptstraße), Oranienburger Straße, Nervenklinik (Irrenanstalt Dalldorf), Tessenowstraße (Lindenweg) und die Entwicklung des vorhandenen Straßennetzes. Anzumerken sind insbesondere die westlich der Oranienburger Straße am Ende der 1920er Jahre entstandenen Straßen mit Bauten der „Gemeinnützigen Baugenossenschaft Wohnungssuchender e.G.“. Auch die Weltwirtschaftskrise störte den planmäßigen Ausbau dieser Flächen.
Nach dem Zweiten Weltkrieg wurde nahe dem S-Bahnhof ein Wohngebiet für die Angehörigen der französischen Besatzungs- und späteren Schutzmacht gebaut. Dieses Cité Foch benannte Wohngebiet besteht aus etwa 80 Gebäuden mit über 780 Wohnungen. Nach dem Abzug der Franzosen wurden die Gebäude rundum saniert und hauptsächlich Bundesbeamten und ihren Familien zur Verfügung gestellt. Lediglich die Straßennamen wie Avenue Charles de Gaulle, Allee Marie Curie oder Rue Montesquieu und die blauen Straßenschilder erinnern noch an die alte Nutzung.

## Übersicht der Straßen und Plätze
Die nachfolgende Tabelle gibt eine Übersicht über die vorhandenen Straßen und Plätze im Ortsteil sowie einige dazugehörige Informationen.
- Name/Lage: aktuelle Bezeichnung der Straße oder des Platzes. Über den Link Lage kann die Straße oder der Platz auf verschiedenen Kartendiensten angezeigt werden. Die Geoposition gibt die Lage der ungefähren Mitte der Straßenlänge an.
- Im amtlichen Straßenverzeichnis nicht aufgeführte Verkehrswege sind mit * gekennzeichnet.
- Ehemalige oder nicht mehr gültige Straßennamen sind kursiv gesetzt. Für bedeutende ehemalige Straßen oder historische Straßennamen ist gegebenenfalls eine gesonderte Liste vorhanden.
- Länge/Maße in Metern:
Die in der Übersicht enthaltenen Längenangaben sind  gerundete Übersichtswerte, die in Google Earth mit dem dortigen Maßstab ermittelt wurden. Sie dienen Vergleichszwecken und werden, sofern amtliche Werte bekannt sind, ausgetauscht und gesondert gekennzeichnet.
Bei Plätzen sind die Maße in der Form a × b für rechteckige Anlagen und für (ungefähr) dreieckige Anlagen als a × b × c mit a als längster Seite angegeben.
Sofern die Straße auch in benachbarte Ortsteile weiterführt, gibt der Zusatz ‚im Ortsteil‘ an, wie lang der Straßenabschnitt innerhalb des Ortsteils dieses Artikels ist.
- Namensherkunft: Ursprung oder Bezug des Namens.
- Anmerkungen: weitere Informationen über anliegende Baudenkmale oder Institutionen, die Geschichte der Straße und historische Bezeichnungen.
- Bild: Foto der Straße oder eines anliegenden Objektes.

| Name/Lage                        | Länge/Maße (in Metern)     | Namensherkunft | Datum der Benennung    | Anmerkungen | Bild                                                                 |
| -------------------------------- | -------------------------- | --- | ---------------------- | --- | -------------------------------------------------------------------- |
| Allee Marie Curie (Lage)         | 0110                       | Marie Sklodowska Curie (1867–1934), Physikerin polnischer Herkunft, die in Frankreich wirkte                                                                         | 1984                   | Die Privatstraße in der Cité Foch hat keine postalischen Grundstücke und liegt westlich der Häuser Rue Diderot 1c–1f vom Wendeplatz der Rue Diderot ab. Sie sollte mit dem 2007 aufgestellten Bebauungsplan XX-277 a gewidmet werden. Der Plan wurde 2012 überarbeitet und ist 2015 noch nicht abgeschlossen. Eine Straße mit diesem Namen ist (im Gegensatz zu den Nachbarstraßen) weder im RBS-Detailnetz (April 2015) noch auf der FIS-Broker Kartenanzeige der Karte von Berlin 1:5000 aufgenommen. Die Widmung wurde zugunsten der nahezu gleichnamigen Marie-Curie-Allee in Friedrichsfelde nicht übernommen. | Allee Marie Curie                                                    |
| Allee Pierre de Coubertin (Lage) | 0300                       | Pierre de Coubertin (1863–1937), französischer Pädagoge, Historiker und Sportfunktionär                                                                              | 1984                   | Die Privatstraße in der Cité Foch hat keine postalischen Grundstücke und liegt südlich der Häuser Rue Diderot 1c–1f. Die Trasse mit diesem Namen betrifft den Weg, der zwischen der Münchhausen-Grundschule und der entweihten Ste.-Genevieve Kirche liegt. Sie sollte mit dem 2007 aufgestellten Bebauungsplan XX-277 a gewidmet werden. Der Plan wurde 2012 überarbeitet und ist 2015 noch nicht abgeschlossen. Eine Straße mit diesem Namen ist (im Gegensatz zu den Nachbarstraßen) weder im RBS-Detailnetz (April 2015) noch auf der FIS-Broker Kartenanzeige der Karte von Berlin 1:5000 aufgenommen. Die Widmung wurde zugunsten der nahezu gleichnamigen Coubertin-Allee im Olympiagelände (Westend) nicht übernommen. | Allee Pierre de Coubertin                                            |
| Alt-Wittenau (Lage)              | 1470                       | historischer Ortskern von Wittenau | 31. Juli 1952          | Im Berliner Adressbuch von 1910 wird der Ort Wittenau mit seinen Straßen das erste Mal aufgeführt, damals hieß der Verkehrsweg Hauptstraße. Zwischen 1946 und 1952 hieß die Straße Kemnitz-Allee. Der Name geht auf die Reinickendorfer Gutsbesitzerin Kemnitz zurück, wobei die Gemeinde die Wittenauer und die Reinickendorfer Hauptstraße verwechselt hatte. Im Berliner Straßensystem ist sie im Ortsteil auf einer Länge von 980 Metern in der Kategorie III: „Regionale Straßenverbindungen“ erfasst. | Alt Wittenau 15 · Alt-Wittenau                                       |
| Am Dorfanger (Lage)              | 0220                       | Anger, Dorfzentrum | 11. Dez. 1965          | Die Trasse trug vorher den Namen Straße 429. Am Dorfanger zweigt von Alt-Wittenau nach Süden ab und biegt davon nach Osten. Es ist die Erschließungsstraße der südlich von Alt-Wittenau gelegenen Grundstück 2–36 (gerade) und 3–19 (ungerade). Südlich der Grundstücke liegt der Friedhof und der Rathauspark. | Am Dorfanger                                                         |
| Am Grüngürtel (Lage)             | 0190                       | Als Grüngürtel wurde der Teil der Landschaft bezeichnet, der sich von Reinickendorf über Wittenau und Waidmannslust bis in den Hermsdorfer Forst gezogen haben soll. | 9. Juni 1933           | Die vom Thiloweg abzweigende Stichstraße entstand als Straße 140. Am 20. Oktober 1932 wurde sie in Schmiedegasse benannt, behielt diesen Namen jedoch nicht, da er für eine Straße im Werkzeugviertel eingesetzt war. | Am Grüngürtel                                                        |
| Am Hügel (Lage)                  | 0280                       | Steinberg, ein nahe gelegener Hügel | 18. Feb. 1927          | Die von der Gorkistraße abzweigende Erschließungsstraße entstand als Straße 111. | Am Hügel                                                             |
| Am Kesselpfuhl (Lage)            | 0700                       | ein Pfuhl, der inzwischen zugeschüttet ist | 18. Feb. 1927          | Der Verkehrsweg entstand aus Straße 114 und Straße 115 des Bebauungsplans der Siedlung. Zur Straße, die südlich von der Gorkistraße abgehend im großen Bogen über bei den Wörden nach Osten zum Triftpark führt, gehören die Grundstücke 1–71 (ungerade) und 2–72 (gerade). Die Straße ist im Adressbuch 1928 mit dem Zusatz Siedlung Grünland eingetragen, auf Grundstück 1 und 2 (fortlaufend) an der Ecke Tegeler Straße sind Mehrparteienhäuser der „Gemeinn. Siedlungsges. Gruppe Nord“ eingetragen, gefolgt vom Jeschkenschen Haus und Baustellen bis zu Bei den Wörden und auf der Gegenseite. Der nicht mehr vorhandene Kesselpfuhl ist auf einer Karte von 1835 eingezeichnet. Der Kesselpfuhlgraben ist noch vorhanden, weist jedoch nicht mehr den historischen Verlauf auf. | Am Kesselpfuhl                                                       |
| Am Klauswerder (Lage)            | 0210                       | historische Flurbezeichnung | 21. Mai 1941           | Die Trasse entstand 1938 als Straße 207. Der Name geht auf Ländereien der Dalldorfer Kirche, im Mittelalter eine Nicolauskirche, zurück, die sich vor 1830 hier befanden. | Am Klauswerder                                                       |
| Am Nordgraben (Lage)             | 2970 (im Ortsteil)         | Nordgraben, Entwässerungsgraben | 1. Nov. 1968           | Die Straße liegt im Ortsteil zwischen Gorkistraße und der Roedernallee. Dabei verläuft bis Eichborndamm die Grenze zu Borsigwalde. Zwischen Roedernallee und bis durch die Bahnunterführung nach Wilhelmsruh (Heinz-Brandt-Straße) befindet sich die Ortsteilgrenze am Nordrand der Straße. Die Straßenbreite und die südlichen Grundstücke (Nummer 31) gehören zu Reinickendorf. Am Nordgraben hieß zuerst Straße 374, auch der restliche Teil dieser Straße und die Straße 476 wurden am 1. Juli 1976 in den neuen Namen einbezogen. Am 1. November 1979 kam die Verlängerung bis zur Gorkistraße hinzu. Im Berliner Straßensystem ist sie im Ortsteil auf einer Länge von 1400 Meter in der Kategorie II: Übergeordnete Straßenverbindungen erfasst, die verbleibende Länge der Straße gehört zu Kategorie III: Regionale Straßenverbindungen. | Am Nordgraben                                                        |
| Am Packereigraben (Lage)         | 0220 (im Ortsteil)         | Packereigraben | 18. Feb. 1927          | Die Straße liegt in Wittenau zwischen Rosentreterpromenade und der Ortsteilgrenze südlich vom Achtrutenteich, nach Nordwesten setzt sie sich in Waidmannslust als Parkweg im Steinbergpark fort. Im RBS-Detailnetz ist die Straße nicht angegeben und dadurch auch keine Grundstücke am Weg. Eine betonsteinbelegte zwei Meter breite Sackgasse ist mit dem Schild Verbot für Fahrzeuge aller Art gekennzeichnet und führt vom Bahntrassenübergang der Rosentreterpromenade nach Nordwest zum Packereigraben (Ortsteilgrenze zu Waidmannslust) und einem Hundegarten. Nach dem Bebauungsplan der Siedlung hieß sie Straße 113 und gehörte zur Siedlung „Am Steinberg“. 1927 ist die Siedlung „Am Steinberg“ zusammengefasst mit Am Hügel, Priesterweg und Am Packereigraben als Straßen aufgeführt. Am Packereigraben ist 1927 als unbenannt ab Rosentreterpromenade aufgeführt. Der namensgebende Packereigraben ist bereits auf einer Karte von 1835 eingezeichnet. Seit dem 13. Jahrhundert wurden Wolleballen auch „Packen“ genannt, die entsprechenden Warendepots „Packhäuser“. |                                                                      |
| Am Priesteracker (Lage)          | 0180                       | Flurname; dieses Landstück gehörte vermutlich dem Priester | 26. Juli 1927          | Die Trasse ist als Straße 112 im Bebauungsplan verzeichnet. Sie verbindet Am Hügel mit der Rosentreterpromenade. Für die Straße ist 1940 die „Siedlung Steinberg“ genannt, die Grundstücke 5, 9–19 (ungerade, linke Seite) und 6–16 und 20 (gerade, rechte Seite) sind bebaut und bewohnt, 7 ist Garten die übrigen sind als Baustelle benannt. Die Straße ist zwischen Rosentreterpromenade über Am Hügel zur Feldmark angegeben. 1927 ist die Siedlung „Am Steinberg“ zusammengefasst mit Am Hügel, Priesterweg (Rosentreterpromenade–Am Hügel) und Am Packereigraben als Straßen aufgeführt. | Priesteracker 6a                                                     |
| Am Rathauspark (Lage)            | 0440                       | liegt am Wittenauer Rathauspark | 1. Juli 1976           | Die Sackgasse und 30er-Zone führt am Rathaus Reinickendorf vom Eichborndamm nach Südwest zur KGA ‚Am Rathaus‘ und trifft dort auf die Humboldt-Spur den Wanderweg am Nordgraben entlang, der durch seinen Bau die durchgehende Holzhauser Straße unterbrach. 1961 hieß auf dieser Trasse zwischen Eichborndamm und Nordgraben die Holzhauser Straße weiter über eine Brücke zum Abzweig der Triftstraße durch die Siedlung Wolfsgarten mit der Straße 141. Dieser Abschnitt wurde 1976 zusammen mit der Straße 141 umbenannt. Im Adressbuch 1940 ist das Rathaus mit Holzhauser Straße 230/232 und die Feuerwache der Stadt Berlin mit 228 genannt. | Gedenkstein für NS-Opfer · Am Rathauspark                            |
| Am Steinbergpark (Lage)          | 0630                       | Steinbergpark, eine öffentliche Grünanlage | 12. Nov. 1997          | Die Straße entstand beim Bau einer Reihenhaussiedlung. Es ist eine Sackgasse und Spielstraße der Siedlung „Neue Heimat“ und grenzt an den Osten der KGA ‚Steinberg‘. Auf den Grundstücken 4–68 (gerade, an der Ostseite) und 5–87 (ungerade, Westseite) stehen vorwiegend dreigeschossige Reihenhäuser. Am Nordende der Straße liegen die Grundstücke 89–101 und 104 in zwei Reihenhausblöcken quer. Den Abschluss bildet die Rosentreterpromenade auf der vormaligen Trasse der NBE über die hinweg der Wittenauer Teil des Steinbergparks liegt. 190 Meter dieses Verkehrswegs besitzen die die Ausstattung beschreibende RBS-Klasse „STRA“, sind jedoch im Okstra als „P“ (private Zuständigkeit) ausgewiesen. | Am Steinbergpark                                                     |
| Am Triftpark (Lage)              | 0250                       | Triftpark, eine öffentliche Grünanlage | 26. Aug. 1987          | Die Straße entstand im Zuge des Baus einer Reihenhaussiedlung (Gelbe Siedlung), die 1988 fertiggestellt wurde. Dieser Verkehrsweg besitzt die die Ausstattung beschreibende RBS-Klasse „STRA“, ist jedoch im Okstra als „P“ (private Zuständigkeit) ausgewiesen. | Am Triftpark                                                         |
| Am Waidmannseck (Lage)           | 0210                       | Siedlung, deren Name auf die Nähe zu Waidmannslust zurückgeführt wird                                                                                                | 6. März 1936           | Die Trasse entstand als Straße 136 und Straße 137. Sie verläuft bogenförmig zwischen Hermsdorfer und Oranienburger Straße. Dieser Verkehrsweg besitzt die die Ausstattung beschreibende RBS-Klasse „STRA“ ist jedoch im Okstra lediglich als „F“ ausgewiesen. |                                                                      |
| Amboßweg (Lage)                  | 0590                       | Amboss, Werkzeug | 18. Juli 1958          | Die Trasse entstand als Straße 113. Sie liegt im Siedlungsgebiet zwischen Nordbahn und Roedernallee sowie Wilhelmsruher Damm und Nordgraben. Die vom Fräsersteig zum Wilhelmsruher Damm verlaufende Straße liegt in einem Viertel, in dem die Straßen nach Werkzeugen benannt wurden. Der U- und der S-Bahnhof Wittenau liegen nahe bei. | Amboßweg                                                             |
| Angersbacher Pfad (Lage)         | 0190                       | Angersbach, Ort im Vogelsbergkreis, mit dem der Bezirk Reinickendorf seit 1964 eine Partnerschaft unterhält                                                          | 9. Sep. 1960           | Die Trasse entstand als Straße 151. Sie liegt im Gebiet zwischen Finsterwalder Straße, Wittenauer Straße und Oranienburger Straße. |                                                                      |
| Antonyplatz (Lage)               | 060 × 50 × 50              | Antony, Gemeinde im Département Hauts-de-Seine in Frankreich und Partnergemeinde des Bezirks Reinickendorf                                                           | 4. Juni 2016           | Der dreieckige Rathausvorplatz wird von der Nordfront des Rathauses Reinickendorf, dem Eichborndamm und der Straße Am Rathauspark umschlossen. | Berlin-Wittenau Antonyplatz                                          |
| Avenue Charles de Gaulle (Lage)  | 0830 (im Ortsteil)         | Charles de Gaulle (1890–1970), französischer General und Staatsmann                                                                                                  | 11. Juli 1956          | Die Avenue Charles de Gaulle liegt mit den Grundstücken 1–35a (ungerade) und 2–36 in der Cité Foch, einer Ortslage im Ortsteil. Der Anschluss an die Nimrodstraße in Waidmannslust über den Packereigraben und die Ortsteilgrenze trägt den gleichen Namen, die anliegenden Grundstücke zur Nimrodstraße. Nach Süden liegt die Trasse zum Place Moliere und Ecke Rue Racine biegt sie für 330 Meter nach Nordost, um an der entweihten Ste.-Geneviève Kirche nach Südost an die Hermsdorfer Straße anzuschließen. Die vormalige Privatstraße wurde mit dem Bebauungsplan XX-277 a gewidmet. In der Cité Foch wurden auf einer brachliegenden Fläche südlich vom Packereigraben zunächst ohne Katasterteilung Wohnhäuser für die französischen Streitkräfte in Berlin erbaut, zu denen 1984 Straßenzüge benannt wurden. Im RBS-Detailnetz ist sie in der Kategorie „STRA“ und der OKSTRA-Klasse „G“ eingetragen. Das Einkaufszentrum der französischen Streitkräfte an der Avenue Charles-de-Gaulle 9, 10/14 wurde 1998 an einen privaten Investor verkauft und steht seit 2006 leer, es soll abgerissen werden, um Wohnungen zu bauen. An der Avenue Charles de Gaulle 33 befand sich das „Collège Voltaire“, diese französische Auslandsschule ist 2010 nach Tiergarten umgezogen. Seither wurde ein Pilotprojekt zur „Bewachung durch Bewohnung“ nach dem niederländischen „Antikraak“-Modell eingerichtet. | Avenue Charles de Gaulle 8a/b                                        |
| Bad-Steben-Straße (Lage)         | 0240                       | Bad Steben, seit 1988 pflegt der Bezirk Reinickendorf eine Partnerschaft mit diesem Ort                                                                              | 1. Apr. 1998           | Seit 1912 trug die Straße den Namen Robertstraße nach dem ehemaligen Besitzer des Straßenlandes, Robert Zahn. Angelegt wurde sie als Straße K. | Bad-Steben-Straße                                                    |
| Bei den Wörden (Lage)            | 0550                       | historische Flurbezeichnung | 18. Feb. 1927          | Die Trasse entstand als Straße 118. „Wörden“ oder auch „Wurten“ wurden die kaum fruchtbaren Ländereien genannt, die von den Kossäten genutzt werden durften. | Bei den Wörden                                                       |
| Bernshausener Ring (Lage)        | 0380                       | Bernshausen, Ort im Vogelsbergkreis, mit dem der Bezirk Reinickendorf seit 1964 eine Partnerschaft unterhält                                                         | 1. Apr. 1967           | Die Trasse entstand als Straße 406. Sie liegt im Gebiet zwischen Finsterwalder Straße, Wittenauer Straße und Oranienburger Straße. | Bernshausener Ring                                                   |
| Blitzenroder Ring (Lage)         | 0440                       | Blitzenrod, Ortsteil von Lauterbach; mit dieser Stadt im Vogelsbergkreis pflegt der Bezirk Reinickendorf seit 1966 eine Partnerschaft                                | 1. Nov. 1968           | Die Trasse entstand als Straße 191 und Straße 197. Sie liegt im Gebiet zwischen Finsterwalder Straße, Wittenauer Straße und Oranienburger Straße. | Blitzenroder Ring                                                    |
| Blomberger Weg (Lage)            | 0410                       | Blomberg, seit 1990 eine Partnerstadt des Bezirks Reinickendorf | 1. Apr. 1985           | Die Trasse entstand 1982 als Straße 484. Sie besteht aus zwei als Sackgasse endenden Teilstücken zwischen Hermsdorfer Straße und Cyklopstraße, die mit einem Fußweg verbunden sind. | Blomberger Weg                                                       |
| Blunckstraße (Lage)              | 0440                       | Erich Blunck (1872–1950), Denkmalpfleger und Hochschullehrer | 1. Apr. 1962           | Die Trasse entstand als Straße 419. Sie liegt im Gebiet zwischen Oranienburger Straße und Roedernallee südlich der Straße Am Nordgraben, in dem alle Straßennamen einen Bezug zur Architekturgeschichte haben. | Blunckstraße St.-Thomas-Kirche (Full Gospel Church)                  |
| Brodersenstraße (Lage)           | 0480                       | Albert Brodersen (1857–1930), Gartenarchitekt | um 1921                | Sie liegt im Gebiet zwischen Oranienburger Straße und Roedernallee südlich der Straße Am Nordgraben, in dem alle Straßennamen einen Bezug zur Architekturgeschichte haben. Am 18. Juli 1958 wurde die nordwestliche Verlängerung der Brodersenstraße in den bereits früherer vergebenen Straßennamen einbezogen. | Brodersenstraße                                                      |
| Cyclopstraße (Lage)              | 0760                       | Die „Maschinenfabrik Cyclop Inhaber: Mehlis & Behrens“ baute hier 1912 ein neues Werk.                                                                               | nach 1912              | Die Straße liegt parallel zur Bahnlinie zwischen Hermsdorfer und Oranienburger Straße (Göschenplatz). Die Trasse entstand nach Bebauungsplan aus Straße 81 und Straße 89. Am 14. März 1958 wurde die ab Nimrodstraße anschließende Parallelstraße einbezogen. Dieser Teil war bereits vor 1922 nach seinem Verlauf – parallel zur Nordbahn – benannt worden. 1987 wurde der gesamte Abschnitt der Cyclopstraße nördlich der Hermsdorfer Straße in Jean-Jaurès-Straße umbenannt. Die Gebäude der „Maschinenfabrik Cyclop“ südlich der Hermsdorfer Straße dienten ab 1920 der Berliner Straßenbahn als Hauptlager. 1982 wurden sie für Erweiterungsbauten der „Cité Foch“ abgerissen. Hier befinden sich die Emil-Fischer-Schule, Oberstufenzentrum Ernährung und Lebensmitteltechnik und die Ernst-Litfaß-Schule, Oberstufenzentrum Druck- und Medientechnik. | Cyclopstraße                                                         |
| Dietrichinger Weg (Lage)         | 0130                       | Dietrichingen, Ort im Landkreis Südwestpfalz | 11. Dez. 1940          | Die Trasse entstand als Straße 196. Sie verbindet Mausbacher Steig und Oranienburger Straße. | Dietrichinger Weg                                                    |
| Dübelpfad (Lage)                 | 0160                       | Dübel, Werkzeug | 18. Juli 1958          | Die Trasse entstand als Straße 141. Sie befindet sich im Siedlungsgebiet zwischen der Trasse der Nordbahn und Roedernallee sowie Wilhelmsruher Damm und Nordgraben. Die vom Fräsersteig abgehende Erschließungsstraße liegt in einem Viertel, in dem die Straßen nach Werkzeugen benannt wurden. | Dübelpfad                                                            |
| Eichborndamm (Lage)              | 2350 (im Ortsteil)         | Ludwig Eichborn (1819–1903), Kaufmann | 2. Juni 1937           | Die Straße liegt zwischen Am Nordgraben und Oranienburger Straße vollständig im Ortsteil. Nach Süden bildet sie bis vor der Bahnbrücke die Ortsteilgrenze zu Borsigwalde und setzt sich mit den Grundstücken 1–99 (ungerade) und 2–100 (gerade) südwärts in Reinickendorf fort. Im Ortsteil hieß die Trasse spätestens seit 1910 Charlottenburger Straße. In Reinickendorf schloss sich die Eichbornstraße an, die nun den Namen für die Straße vorgab, die zunächst nur bis zur Straße Am Nordgraben so hieß. Erst am 22. Januar 1958 wurde der Abschnitt zwischen Am Nordgraben und Oranienburger Straße in Eichborndamm umbenannt. Im Berliner Straßensystem ist sie im Ortsteil auf einer Länge von 2350 Meter in der Kategorie II: Übergeordnete Straßenverbindungen erfasst. | Berlin-Wittenau Eichborndamm Rathaus Reinickendorf · Eichborndamm    |
| Eichenroder Ring (Lage)          | 0240                       | Eichenrod, Ort im Vogelsbergkreis, mit dem der Bezirk Reinickendorf seit 1964 eine Partnerschaft unterhält                                                           | 1. Apr. 1967           | Die Trasse entstand als Straße 420. Sie liegt im Gebiet zwischen Finsterwalder Straße, Wittenauer Straße und Oranienburger Straße. | Eichenroder Ring                                                     |
| Eichhorster Weg (Lage)           | 0590 (im Ortsteil)         | Eichhorst, Ort im Landkreis Barnim | 6. Aug. 1937           | Die Straße mit den Grundstücken 48–96 (gerade) und 49–95 (ungerade) zwischen Wittenauer und Finsterwalder Straße liegt im Ortsteil und setzt sich südostwärts ins Märkische Viertel fort. Zwischen Lübarser Straße und der Ortsteilgrenze hieß die Trasse spätestens seit 1910 Holzweg, was auf eine Entstehung als Knüppeldamm schließen lässt. Nordöstlich der Straße liegt das „Seggeluch“. Noch vor 1912 wurde der Abschnitt nordwestlich der Lübarser Straße bereits Waidmannsluster Straße genannt, nach 1918 Waidmannsluster Weg. | Eichhorster Weg                                                      |
| Eisenhartsteig (Lage)            | 0190                       | Eisenhart, Kriegsrat im 18. Jahrhundert, verwaltete um 1781 das Amt Niederschönhausen                                                                                | 4. Aug. 1930           | Die Trasse hieß vorher Straße 124. Eisenhart ließ das „Seggeluch“ trockenlegen. Der Steig führt vom Windhalmweg zum Olbendorfer Weg. | Eisenhartsteig                                                       |
| Elsenpfuhlstraße (Lage)          | 0520                       | historische Flurbezeichnung | 18. Feb. 1927          | Die Straße entstand aus Straße 133 und Straße 135. Der nahe liegende Elsenpfuhl war von einem Erlenwald umgeben. 20 Meter dieses Verkehrswegs besitzen die die Ausstattung beschreibende RBS-Klasse „STRA“, sind jedoch im Okstra als „X“ (sonstiges) ausgewiesen. | Elsenpfuhlstraße                                                     |
| Engelroder Weg (Lage)            | 0210                       | Engelrod, Ortsteil von Lauterbach, mit dieser Stadt pflegt der Bezirk Reinickendorf seit 1966 eine Partnerschaft                                                     | 9. Sep. 1960           | Die Trasse hieß vorher Straße 159. Die Straße liegt komplett in Wittenau zwischen Schlitzer Straße und der Ortsteilgrenze an der Finsterwalder Straße. Hinter den östlichen Grundstücken zum Seggeluch hin verläuft die Grenze zum Märkischen Viertel. | Engelroder Weg                                                       |
| Fäustelweg (Lage)                | 0120                       | Fäustel, Werkzeug | 18. Juli 1958          | Die Trasse entstand als Straße 142. Die vom Fräsersteig abgehende Erschließungsstraße liegt in einem Viertel, in dem die Straßen nach Werkzeugen benannt wurden. | Fäustelweg                                                           |
| Fetschowzeile (Lage)             | 0170                       | Gottlieb Michael Fetschow (1713–1792), Pfarrer in Dalldorf | 1. Feb. 1965           | Die Trasse entstand als Straße 428. Fetschow war von August 1739 bis ins Jahr 1783 im Amt, sein Grabmal an der Dorfkirche Wittenau präzisiert seine Lebensdaten auf die Zeit zwischen 15. August 1713 und 18. August 1792. |                                                                      |
| Feuerweg (Lage)                  | 0180                       | Heinrich Feuer, Dalldorfer Krugwirt | 4. Aug. 1930           | Die Trasse hieß vorher Straße 127. Heinrich Feuer wurde 1652 als Oberhaupt der einzigen Dalldorfer Familie, die den Dreißigjährigen Krieg überlebt hatte, bezeugt. Um 1590 war Valtin Feuer Inhaber des Dalldorfer Kruges. | Feuerweg                                                             |
| Finsterwalder Straße (Lage)      | 0530 (im Ortsteil)         | Finsterwalde, Ort im Landkreis Elbe-Elster | 1. Apr. 1967           | Der Verkehrsweg entstand aus Straße 123 und Straße 431. Er liegt zwischen Wittenauer Straße in Lübars und Wilhelmsruher Damm im Märkischen Viertel. Zu Wittenau gehört das Grundstück 61 am Nordrand der Straße zwischen Welzower Weg (südwestlich der Finsterwalder Brücke) und der Straßenkrümmung südlich vom Eichhorster Weg, während die Straße mit den südlichen Grundstücken zum Märkischen Viertel gehört. | Finsterwalder Straße                                                 |
| Flötnerweg (Lage)                | 0320                       | Peter Flötner (um 1490–1546) Baumeister, Bildhauer | 6. Aug. 1937           | Die Trasse hieß vorher Straße 199. Die Erschließungsstraße verläuft bogenförmig ab der Sittestraße. | lötnerweg                                                            |
| Fräsersteig (Lage)               | 0500                       | Fräser, Werkzeug | 18. Juli 1958          | Die Trasse entstand als Straße 111. In diesem Viertel wurden die Straßen nach Werkzeugen benannt. | Siedlung Roter Adler                                                 |
| Frischborner Weg (Lage)          | 0160                       | Frischborn, Ort im Vogelsbergkreis, mit dem der Bezirk Reinickendorf seit 1964 eine Partnerschaft pflegt                                                             | 9. Sep. 1960           | Die Trasse entstand als Straße 157. Sie verbindet Schlitzer Straße und Maarer Straße. | Frischborner Weg                                                     |
| Frommpromenade (Lage)            | 0200                       | Syndikus Fromm war im Kreis Niederbarnim tätig | um 1922                | Die Trasse entstand als Straße 59 und wurde um 1921 in Frommstraße benannt. 1922 ist diese Straße als Fromm‚promenade‘ in einer Karte eingezeichnet. Im Adressbuch wird sie erstmals 1927 aufgenommen, die Lage ist Oranienburger Straße zu Projektierte Straße und bebaut sind 1 und 2 (fortlaufend) mit Mehrparteienhäusern der Heimstättenges. Primus m.b.H. Im Folgejahr sind die Wohnhäuser 1–12 von der Techowpromenade zur Oranienburger Straße gebaut und bewohnt. | Frommpromenade                                                       |
| Fuchsschwanzweg (Lage)           | 0150                       | Fuchsschwanz, Werkzeug | 18. Juli 1958          | Die Trasse entstand als Straße 138. Die vom Fräsersteig abgehende Erschließungsstraße liegt in einem Viertel, in dem die Straßen nach Werkzeugen benannt wurden. | Fuchsschwanzweg                                                      |
| Gorkistraße (Lage)               | 0910 (im Ortsteil)         | Maxim Gorki (1868–1936), russischer Schriftsteller | 31. Juli 1947          | Im Ortsteil liegt der Abschnitt zwischen Am Nordgraben und Alt-Wittenau mit den Grundstücken 172–216 (gerade) und 183–225 (ungerade). Nach Südwesten setzt sich die Straße in Tegel fort. Der Abschnitt in Wittenau trug bereits vor 1903 den Namen Tegeler Weg. Vor 1910 wurde er zusammen mit der Verlängerung bis zum Bahnhof Tegel in Tegeler Straße umbenannt, was bis 1947 Bestand hatte. Im Berliner Straßensystem ist sie im Ortsteil auf gesamter Länge in der Kategorie III: „Regionale Straßenverbindungen“ erfasst. | Gorkistraße 210                                                      |
| Göschenplatz (Lage)              | 0080 × 70 × 60 (dreieckig) | Georg Joachim Göschen (1752–1828), Verleger und Buchhändler | 4. Apr. 1961           | Einige Jahre trug die Fläche vor dem Bahnhof Wittenau keinen Namen, um 1925 wurde der Name Bahnhofplatz festgelegt. Er erhielt zeitgleich mit der Neubenennung der Bahnhofstraße den Namen des Verlegers Göschen. | Göschenplatz                                                         |
| Göschenstraße (Lage)             | 0150                       | Georg Joachim Göschen (1752–1828), Verleger und Buchhändler | 4. Apr. 1961           | Bei der Erstanlage vor 1902 hieß der Verkehrsweg Bahnhofstraße. | Göschenstraße                                                        |
| Grebenhainer Weg (Lage)          | 0200                       | Grebenhain, Ort im Vogelsbergkreis, mit dem der Bezirk Reinickendorf seit 1964 eine Partnerschaft pflegt                                                             | 9. Sep. 1960           | Die Trasse entstand als Straße 155. Sie verbindet Schlitzer Straße und Maarer Straße. | Grebenhainer Weg                                                     |
| Grünlandweg (Lage)               | 0250                       | „Siedlung Grünland“ aus den 1920er Jahren nach Plänen von Erwin Anton Gutkind erbaut                                                                                 | 4. Aug. 1930           | Die Straße in der Siedlung Grünland entstand als Straße 138 und geht als Stichstraße von ,In den Kaveln’ ab. | Günlandweg 10                                                        |
| Hallichpromenade (Lage)          | 0110                       | Hallich war Direktor der Kreissparkasse des Kreises Niederbarnim | 1912                   | Die Trasse entstand als Straße 63 zwischen Techowpromenade und Oranienburger Straße. 50 Meter dieses Verkehrswegs besitzen die die Ausstattung beschreibende RBS-Klasse „STRA“, sind jedoch im Okstra als „X“ (sonstiges) ausgewiesen. Auf der Dreiecksfläche zwischen Alt-Wittenau, Oranienburger Straße und Techowpromenade erschließt die parallele Frommpromenade und die Hallichpromenade die Bebauung, letztere mit den beiden Wohnhäusern 2/4/6 an der Nordseite und 1–9 südlich. Deren Zufahrt erfolgt von der Techowpromenade als Sackgasse, die Weiterführung ist ein Durchgangsweg zur Oranienburger Straße zwischen deren Häusern 211 und 212, der wohl auch nicht ausgebaut werden wird. | Hallichpromenade                                                     |
| Heiligental (Lage)               | 0320                       | Roman Friedrich Heiligenthal (1880–1951), Architekt, Stadtplaner und Hochschullehrer                                                                                 | um 1921                | Diese Straße wird im Berliner Adressbuch von 1920 als Heiligenthal benannt. In den Stadtplänen von 1935 und 1937 ist sie als Heiligenthalstraße enthalten. Erst seit 1951 ist sie eindeutig als Heiligental ausgewiesen. | Heiligental                                                          |
| Henricistraße (Lage)             | 0140                       | Karl Henrici (1842–1927), Architekt, Stadtplaner und Hochschullehrer                                                                                                 | 16. Jan. 1926          | Am 20. Oktober 1932 wurde die Verlängerung der Henricistraße, die Straße 66, ebenso benannt. Am 23. November 1933 wurde dieser Teil der Henricistraße in Weinbrennerweg umbenannt. Sie verläuft vom Schmitzweg zur Knauerstraße. |                                                                      |
| Herbsteiner Straße (Lage)        | 0450                       | Herbstein, Ort im Vogelsbergkreis, mit dem der Bezirk Reinickendorf seit 1964 eine Partnerschaft pflegt                                                              | 9. Sep. 1960           | Die Trasse entstand als Straße 152 und führt vom Eichhorster Weg bis zum Engelroder Weg. | Herbsteiner Straße                                                   |
| Hermann-Piper-Straße (Lage)      | 0320                       | Hermann Piper (1846–1943), Arzt und Anstaltspädagoge | um 1918                | Angelegt wurde die Trasse als Straße V. Piper war von 1884 bis 1923 ärztlicher Direktor der „Idiotenanstalt“ für schwach befähigte Kinder auf dem Gelände der Städtischen Irrenanstalt Dalldorf. Von 1907 bis 1920 wirkte er als Schöffe in der Wittenauer Gemeindeverwaltung. Auf seine Initiative geht die Gründung der Volksbüchereien in Wittenau und Borsigwalde zurück. Erst nach 1967 wurde die falsche Schreibweise seines Nachnamens („Pieper“) korrigiert. | Hermann-Piper-Straße                                                 |
| Hermsdorfer Straße (Lage)        | 1260                       | Verbindung von Wittenau nach Hermsdorf | um 1907                | Sie liegt zwischen Alt-Wittenau und Triftstraße zur Oranienburger Straße. Im Berliner Straßensystem ist sie im Ortsteil auf gesamter Länge in der Kategorie III: „Regionale Straßenverbindungen“ erfasst. | Hermsdorfer Straße                                                   |
| Ilbeshäuser Weg (Lage)           | 0230                       | Ilbeshausen, Ort im Vogelsbergkreis, mit dem der Bezirk Reinickendorf seit 1964 eine Partnerschaft pflegt                                                            | 9. Sep. 1960           | Zwischen 1918 und 1922 wurde ein Teil der Trasse bereits An der Nordbahn genannt. Mit der Umbenennung wurde auch die Verlängerung – Straße 154 – benannt. Sie verbindet Schlitzer Straße und Maarer Straße. | Ilbeshäuser Weg                                                      |
| Im Hufenschlag (Lage)            | 0240 (im Ortsteil)         | „Hufenschlag“, Gesamtheit des urbar gemachten Geländes im Umfeld eines Dorfes                                                                                        | 4. Aug. 1930           | Die Trasse entstand als Straße 121. Zum 17. Februar 2007 wurde die östliche Verlängerung ebenso benannt. Die Grundstücke 1–17 (ungerade) und 2–16 (gerade) liegen in Wittenau, die Straße setzt sich ab Friedhofseingang nach Osten abbiegend in Reinickendorf auf dem ehemaligen Bahngelände mit einer Eigenheimsiedlung auf den Grundstücken 23–53c (nur ungerade) fort. | Im Hufenschlag                                                       |
| Im Wolfsgartenfeld (Lage)        | 0240                       | historische Flurbezeichnung | 18. Feb. 1927          | Die Trasse entstand als Straße 111. Wolfsgärten bezeichnet eine Bauart von Wolfsfallen, die nach dem Dreißigjährigen Krieg in Dalldorf genutzt wurden, um der zunehmenden Anzahl von Wölfen Herr zu werden. 20 Meter dieses Verkehrswegs besitzen die die Ausstattung beschreibende RBS-Klasse „STRA“, sind jedoch im Okstra als „P“ (private Zuständigkeit) ausgewiesen. | Im Wolfsgartenfeld                                                   |
| In den Kaveln (Lage)             | 0110                       | historische Flurbezeichnung | 18. Feb. 1927          | Die Trasse entstand als Straße 119. |                                                                      |
| Jansenstraße (Lage)              | 0240                       | Hermann Jansen, Architekt, Stadtplaner und Hochschullehrer, lehrte ab 1920 an der Technischen Hochschule Berlin                                                      | um 1921                | Sie liegt als 30er-Zone zwischen der Rathauspromenade und der Oranienburger Straße. Die Wohnhäuser 4–20 (gerade) liegen in einem Bogen nach Süden und so ergibt sich mit dem an der Nordseite etwas zurückgesetzten Wohnblock 9–13 (ungerade) ein Platz von 60 m × 80 m. Die benachbarten Häuser gehören zu der nach Norden führenden Im Wolfsgarten und der querenden Elsenpfuhlstraße. Zur Oranienburger Straße hin steht nordseitig ein dreigeschossiges Wohnhaus mit ausgebautem Dachgeschoss (21) und ein Siedlungshaus mit Garten (23) und an der Südseite ein Zweigeschosser mit Dachausbau (22a). Die Jansenstraße liegt auf dem Gebiet der 1919 projektierten Heimstättengesellschaft Primus. Im Adressbuch 1923 und 1925 ist die Jansenstraße unbebaut an der Roedernallee angegeben, diese wurde zusammen mit der Beusterstraße zur Wilhelm-Gericke-Straße. Im Adressbuch des Jahres 1927 ist dann neben dieser Jansenstraße die Verlängerte Jansenstraße Oranienburger, Elsenpfuhlstraße, Im Wolfsgarten, Rathauspromenade mit den Häusern 1–9 (fortlaufend) der Gemeinnütz. Baugenossensch. Wohnungssuchender zwischen Rathauspromenade und Elsenpfuhlstraße aufgeführt. Und 1928 ist der Zusatz „Verl.“ entfallen und die Grundstücke 1–12 bebaut. Die vorher als Jansenstraße geführt wurde als Straße 3 benannt und ist 1955 (wie der umliegende Bereich) noch unbebaut.                      | Jansenstraße                                                         |
| Jathoweg (Lage)                  | 0250                       | Karl Jatho (1851–1913), Pfarrer in Wittenau vor dem Ersten Weltkrieg                                                                                                 | 4. Aug. 1930           | Der Pfarrer Karl Jatho wurde 1911 wegen seiner freigeistigen Auffassungen seines Amtes enthoben. |                                                                      |
| Jean-Jaurès-Straße (Lage)        | 0380 (im Ortsteil)         | Jean Jaurès (1859–1914), französischer Politiker und Historiker | 1. Nov. 1987           | Im Ortsteil liegt die Straße zwischen der Grenze am Packereigraben (am Fußgängertunnel) und der Hermsdorfer Straße mit ihren Grundstücken, wobei östlich bis zum Bahndamm die KGA Cyclopstraße auf Grundstück Nummer 2 liegt. Dieser Abschnitt hieß vorher Cyclopstraße. Die gleichnamige weiterführende Straße nach Waidmannslust besitzt, eingegrenzt vom Bahndamm am S-Bahnhof Waidmannslust und einer Grünfläche, keine Grundstücke mit postalischer Zuordnung. Sie bildet in Waidmannslust den Anschluss an die Nimrodstraße und den Waidmannsluster Damm. | Jean-Jaurès-Straße                                                   |
| Kellenzeile (Lage)               | 0480                       | Kelle, Werkzeug | 18. Juli 1958          | Die Trasse entstand als Straße 115. Sie liegt im Siedlungsgebiet zwischen der Trasse der Nordbahn und Roedernallee sowie Wilhelmsruher Damm und Nordgraben. In diesem Viertel wurden die Straßen nach Werkzeugen benannt. | Kellenzeile                                                          |
| Kirschblütenplatz (Lage)         | 030 × 30                   | Blüte des Kirschbaums | 10. Nov. 2014          | Der mit Kirschbäumen bepflanzte und für Kraftfahrzeuge nicht befahrbare Platz stellt eine Verbindung zwischen der Oranienburger Straße und der Wilhelm-Gericke-Straße her. | Berlin-Wittenau Kirschblütenplatz.jpg                                |
| Knauerstraße (Lage)              | 0190                       | Hermann Knauer (1872–1909), Architekt und Mitinhaber der Firma Boswau & Knauer, verantwortlich für das Theater am Nollendorffplatz                                   | 20. Okt. 1932          | Die Trasse entstand als Straße 65 von Thyssenstraße bis Henricistraße und Weinbrennerweg. | Knauerstraße                                                         |
| Kossätenstraße (Lage)            | 0110                       | Kossäten, historische Ständebezeichnung | 27. Feb. 1927          | Die Trasse entstand als Straße 130. Die Straße liegt im südlichen Teil der „Siedlung Wittenau“. In Dalldorf setzten Kossäten eine Aufteilung des Landes der Vollbauern durch. | Kossätenstraße                                                       |
| Landenhäuser Weg (Lage)          | 0170                       | Landenhausen, Ort im Vogelsbergkreis, mit dem der Bezirk Reinickendorf seit 1964 eine Partnerschaft pflegt                                                           | 9. Sep. 1960           | Die Trasse entstand als Straße 156. Sie liegt im Gebiet zwischen Finsterwalder Straße, Wittenauer Straße und Oranienburger Straße. Sie verbindet Schlitzer Straße und Maarer Straße. | Landenhäuser Weg                                                     |
| Lange Enden (Lage)               | 0440                       | historische Flurbezeichnung | um 1914                | An dieser Stelle lagen Äcker von außergewöhnlicher Länge. |                                                                      |
| Lißberger Zeile (Lage)           | 0100                       | Lißberg, Ort im Vogelsbergkreis, mit dem der Bezirk Reinickendorf seit 1964 eine Partnerschaft pflegt                                                                | 1. Sep. 1981           | Die Trasse entstand als Straße 193. Sie liegt im Gebiet zwischen Finsterwalder Straße, Wittenauer Straße und Oranienburger Straße. | Lißberger Zeile                                                      |
| Lübarser Straße (Lage)           | 0450                       | Verbindung von Wittenau nach Lübars | vor 1910               | Am 1. April 1967 wurde ein Teil der Lübarser Straße zusammen mit dem Wittenauer Weg in Wittenauer Straße umbenannt. Die Lübarser Straße verläuft heute nur noch zwischen Eichhorster Weg und Oranienburger Straße. Entlang dieser Trasse siedelten sich während der Gründerjahre zahlreiche Industriebetriebe an, die Gegend ist auch heute noch von Gewerbe- und Industrieflächen geprägt. | Ehemalige Automobilfabrik Dittmann                                   |
| Maarer Straße (Lage)             | 0910                       | Maar, Ortsteil von Lauterbach, mit dieser Stadt im Vogelsbergkreis pflegt der Bezirk Reinickendorf seit 1966 eine Partnerschaft                                      | 9. Sep. 1960           | Die Trasse entstand als Straße 153. Sie liegt im Gebiet zwischen Finsterwalder Straße, Wittenauer Straße und Oranienburger Straße. | Maarer Straße                                                        |
| Mauschbacher Steig (Lage)        | 0460                       | Mauschbach, Ort im Landkreis Südwestpfalz | 11. Dez. 1940          | Sie verläuft bogenförmig von der Oranienburger Straße. | Mauschbacher Steig                                                   |
| Michelbacher Zeile (Lage)        | 0100                       | Michelbach, Ort im Vogelsbergkreis, mit dem der Bezirk Reinickendorf seit 1964 eine Partnerschaft pflegt                                                             | 1. Sep. 1981           | Die Trasse entstand als Straße 192. Sie liegt im Gebiet zwischen Finsterwalder Straße, Wittenauer Straße und Oranienburger Straße. | Michelbacher Zeile                                                   |
| Nietheweg (Lage)                 | 0180                       | Niethe († 1784), Oberamtmann und Verwalter des Amts Niederschönhausen                                                                                                | 4. Aug. 1930           | Die Trasse entstand als Straße 126. Niethe war zwischen 1752 und 1774 Besitzer des Gutes Hermsdorf und in seiner Eigenschaft als Oberamtmann verantwortlich für die Zuteilung von Ackerland an zwei Dalldorfer Kossäten, einer davon war Nicolaus Treutel. | Nietheweg                                                            |
| Olbendorfer Weg (Lage)           | 0760                       | Olbendorf, Ort im österreichischen Burgenland | 4. Aug. 1930           | Die Trasse entstand als Straße 123. Ihre Verlängerung – Straße 211 – wurde am 11. Dezember 1940 ebenso benannt. | Olbendorfer Weg                                                      |
| Olbrichweg (Lage)                | 0100                       | Joseph Maria Olbrich (1867–1908), österreichischer Architekt | 6. Aug. 1937           | Die Trasse wurde 1925 in Sittestraße benannt. Nur der östliche Abzweig Richtung Schmitzweg wurde 1937 umbenannt. | Olbrichtweg                                                          |
| Oranienburger Straße (Lage)      | 2070                       | Verbindung von Wittenau nach Oranienburg | vor 1910               | Die Oranienburger Straße ist zusammen mit der Roedernallee Teilstück der Bundesstraße 96. Sie verläuft vom Kurt-Schumacher-Platz im Ortsteil Reinickendorf bis zur Ortsteilgrenze zu Waidmannslust, wo sie in den Oraniendamm übergeht. Spätestens seit 1905 hieß sie Chaussee nach Hermsdorf. Die Straße ist ab Roedernallee nach Norden Teil der Bundesstraße 96 und gehört im Berliner Straßensystem zur Kategorie II: Übergeordnete Straßenverbindungen. Am Nordende der Oranienburger Straße liegen noch 40 Meter des Verlaufs der B 96 als Oraniendamm im Ortsteil. Die Grenze zwischen den benachbarten Ortsteilen ist identisch mit dem Packereigraben der schräg von Südost nach Nordwest überbrückt ist, der Wechsel des Straßennamens erfolgt aber am Südufer östlich der Straßentrasse. | Bahnhof Wittenau · Oranienburger Straße KBNervenklinik               |
| Pannwitzstraße (Lage)            | 1160                       | Albrecht Wilhelm von Pannwitz (1754–1825), Domherr | 27. Apr. 1936          | Ab 1917 hieß die Trasse Haenischstraße, benannt nach Felix Haenisch, der 1909 stellvertretendes Vorstandsmitglied der Deutschen Waffen- und Munitionsfabriken war. Pannwitz, nach dem die Straße heute benannt ist, war von 1787 bis 1825 Landrat im Niederbarnim. Nach Erwerb des Krugguts Dalldorf im Jahr 1786 zog er aus seinem Gut Schönfließ nach Dalldorf. | Pannwitzstraße                                                       |
| Place Molière (Lage)             | 0080 × 40                  | Molière (1622–1673), französischer Schauspieler, Theaterdirektor und Dramatiker                                                                                      | 1969                   | Der Platz mit den Grundstücken 1–4 (fortlaufend) liegt in der Cité Foch an der Avenue Charles de Gaulle und schließt die Rue Racine ein. Am Süden des Platzes steht das Romain-Rolland-Gymnasium (Nummer 4, vormals Grundschule Victor Hugo), im Südosten die Filiale der Münchhausen-Grundschule (Nummer 1, vormals Vorschule Saint-Exupéry). Der Privatplatz wurde mit dem Bebauungsplan XX-277 a gewidmet. In der Cité Foch wurden auf einer brachliegenden Fläche südlich vom Packereigraben zunächst Wohnhäuser für die französischen Streitkräfte in Berlin erbaut, zu denen 1984 Straßenzüge benannt wurden. | Place Molière                                                        |
| Primusweg (Lage)                 | 0140                       | Wohnungsbaugesellschaft „Primus“, 1919 gegründet und Bauherrin zahlreicher Wittenauer Wohnsiedlungen aus den 1920er Jahren                                           | 1. Nov. 1978           | Er entstand als Straße 186. Der Primusweg ist ein Fußweg zwischen Wilhelm-Gericke-Straße und Schmitzweg. Dieser Verkehrsweg besitzt die die Ausstattung beschreibende RBS-Klasse „STRA“ ist jedoch im Okstra lediglich als „F“ ausgewiesen. | Primusweg                                                            |
| Puchertweg (Lage)                | 0100                       | Ernst Puchert († nach März 1699), Hofjäger des Großen Kurfürsten | 6. März 1936           | Bereits am 4. August 1930 wurde die Trasse in Tuchertweg benannt. Mit der Umbenennung wurde die Schreibweise korrigiert. Puchert erhielt 1652 den Hof, der später der Familie Witte gehören sollte, vom Kurfürsten geschenkt. | Puchertweg                                                           |
| Rathauspromenade (Lage)          | 0840                       | Rathaus Reinickendorf, fertiggestellt 1911 | 18. Feb. 1927          | Die Trasse entstand als Straße 11. Die Straße liegt im südlichen Teil der „Siedlung Wittenau“. Der Bau des damaligen Wittenauer Rathauses war weithin sichtbares Zeichen der wirtschaftlichen Blüte der Landgemeinde Wittenau. Dieser Verkehrsweg besitzt die die Ausstattung als Gemeindestraße beschreibende RBS-Klasse „STRA“, jedoch 75 Meter am Südende sind als „FUWE“ und entsprechend im Okstra lediglich als „F“ ausgewiesen. | Rathauspromenade                                                     |
| Rauhbankzeile (Lage)             | 0170                       | Rauhbank, Werkzeug | 18. Juli 1958          | Die Trasse entstand als Straße 140. Sie liegt im Siedlungsgebiet zwischen Nordbahntrasse und Roedernallee sowie Wilhelmsruher Damm und Nordgraben. Die vom Fräsersteig abgehende Erschließungsstraße liegt in einem Viertel, in dem die Straßen nach Werkzeugen benannt wurden. | Rauhbankzeile                                                        |
| Roedernallee (Lage)              | 1680 (im Ortsteil)         | Siegfried von Roedern (1870–1954), Politiker | vor 1910               | Der nördliche Abschnitt der Roedernallee in Wittenau liegt zwischen Oranienburger und Thyssenstraße mit den Grundstücken 56a–156 (gerade) und 157–168, allerdings verläuft auch die Ortsteilsgrenze an dieser Straße. Dadurch gehören die Grundstücke östlich der Straße zwischen Lengeder Straße und Am Nordgraben und der südliche Abschnitt zu Reinickendorf. Zwischen der heutigen Straße Alt-Reinickendorf und der Tessenowstraße hieß die Trasse ab 1905 Oranienburger Chaussee. Nördlich der Tessenowstraße wurde die Trasse seit 1905 Reinickendorfer Straße genannt. Die Straße in der gesamten Ortsteil liegenden Länge Teil der Bundesstraße 96 und gehört im Berliner Straßensystem zur Kategorie II: Übergeordnete Straßenverbindungen. Am Nordende geht die B 96 in der Oranienburger Straße weiter, die Anforderung einer Bundesstraße bedingt Breite und Ausstattung der Roedernallee. | Roedernallee 92 · Roedernallee · Roedernallee                        |
| Rosentreterpromenade (Lage)      | 0530                       | Joachim Rosentreter, 1711 erster Lehnschulze Dalldorfs Die Familie Rosentreter übte das Amt des Dorfschulzen in Dalldorf über Generationen aus.                      | um 1914                | Die Trasse entstand als Straße 86. Sie bildet eine zweibahnige je zweispurige Straße mit einem breiten Mittelstreifen mit Fußweg zwischen Gorkistraße/Alt-Wittenau und Am Packereigraben. Dabei erschließt eine gleichnamige östliche Stichstraße die Häuser 28–44 (gerade), hinter denen die Kleingartenanlage (KGA) ‚Schlehbusch‘ liegt. Der nördliche Abschluss der Straße ist in der vollen Breite bis zur Ortsteilgrenze geplant, besteht 2012 jedoch [veraltet] aus einem (unbenannten) Pfad südwestlich vom Rosentreterbecken. | Rosentreterpromenade 29 · Rosentreterpromenade                       |
| Rotbuchenweg (Lage)              | 0300                       | Rotbuche, Laubbaum | 4. Aug. 1930           | Die Wohnstraße zwischen Eichborndamm und Olbendorfer Weg entstand als Straße 125. | Rotbuchenweg 10                                                      |
| Rue Diderot (Lage)               | 0120                       | Denis Diderot (1713–1784), französischer Schriftsteller, Philosoph, Aufklärer                                                                                        | 1969                   | Die Rue Diderot liegt mit den Grundstücken 1–1f sowie 2, 4 in der Cité Foch und geht von der Avenue Charles de Gaulle nach Südosten ab zu einem Wendeplatz. Die vormalige Privatstraße wurde mit dem Bebauungsplan XX-277 a gewidmet. In der Cité Foch wurden auf einer brachliegenden Fläche südlich vom Packereigraben zunächst Wohnhäuser für die französischen Streitkräfte in Berlin erbaut, zu denen 1984 Straßenzüge benannt wurden. Im RBS-Detailnetz ist sie in der Kategorie „STRA“ und der OKSTRA-Klasse „G“ eingetragen. | Rue Diderot                                                          |
| Rue Édith Piaf (Lage)            |                            | Édith Piaf (1915–1963), französische Sängerin | 5. Dez. 2024           | Die Privatstraße in der Cité Foch zweigt von der Rue Montesquieu ab. |                                                                      |
| Rue Georges Vallerey (Lage)      | 0160                       | Georges Vallerey junior (1927–1954), französischer Schwimmsportler                                                                                                   | 1969                   | Die Straße mit den Wohnhäusern 1, 3 und 2–8 liegt im Südosten der Cité Foch und geht von der Hermsdorfer Straße nach Westen ab zu einem Parkplatz. Die vormalige Privatstraße wurde mit dem Bebauungsplan XX-277 a gewidmet. Im RBS-Detailnetz ist sie in der Kategorie „STRA“ und der OKSTRA-Klasse „G“ eingetragen. In der Cité Foch wurden auf einer brachliegenden Fläche südlich vom Packereigraben zunächst Wohnhäuser für die französischen Streitkräfte in Berlin erbaut, zu denen 1984 Straßenzüge benannt wurden. Der vergebene Straßenname ehrt den Schwimmer Vallerey, der bei den Schwimmeuropameisterschaften 1947 die Goldmedaille über 100 m Rücken gewann. Bei den Schwimmwettbewerben der Olympischen Sommerspiele 1948 errang er in derselben Disziplin die Bronzemedaille. An dieser Straße befindet sich die Schwimmhalle der Cité Foch. Das Hallenbad an der Rue Georges Vallerey 8 wurde 1972 erbaut und ist seit 2002 geschlossen | Rue Georges Vallerey                                                 |
| Rue Lamartine (Lage)             | 0090                       | Alphonse de Lamartine (1790–1869), französischer Dichter, Schriftsteller und Politiker                                                                               | 1969                   | Die Straße ohne zugeordnete Grundstücke verbindet den Mittellauf der Rue Montesquieu mit der Avenue Charles de Gaulle und liegt in der Cité Foch. Die vormalige Privatstraße wurde mit dem Bebauungsplan XX-277 a gewidmet. Im RBS-Detailnetz ist sie in der Kategorie „STRA“ und der OKSTRA-Klasse „G“ eingetragen. In der Cité Foch wurden auf einer brachliegenden Fläche südlich vom Packereigraben zunächst Wohnhäuser für die französischen Streitkräfte in Berlin erbaut, zu denen 1984 Straßenzüge benannt wurden. | Rue Lamartine                                                        |
| Rue Montesquieu (Lage)           | 0490                       | Montesquieu (1689–1755), französischer Schriftsteller, Philosoph und Staatstheoretiker                                                                               | 1969                   | Die Straße mit den Wohnhäusern 32, 33, 34 liegt in der Cité Foch zwischen der Avenue Charles de Gaulle und der Jean-Jaurés-Straße. Am Westende umschließt sie in einem Bogen zur Rue Racine hin eine Grünfläche mit Sportplatz. Die vormalige Privatstraße wurde mit dem Bebauungsplan XX-277 a gewidmet. Im RBS-Detailnetz ist sie in der Kategorie „STRA“ und der OKSTRA-Klasse „G“ eingetragen. In der Cité Foch wurden auf einer brachliegenden Fläche südlich vom Packereigraben zunächst Wohnhäuser für die französischen Streitkräfte in Berlin erbaut, zu denen 1984 Straßenzüge benannt wurden. | Rue Montesquieu                                                      |
| Rue Racine (Lage)                | 0290                       | Jean Racine (1639–1699), französischer Autor | 1969                   | Die Straße mit den Wohnhäusern 1–9a und 2–4a liegt in der Cité Foch zwischen der Avenue Charles de Gaulle in einem Südbogen zum Place Molière. Die vormalige Privatstraße wurde mit dem Bebauungsplan XX-277 a gewidmet. Im RBS-Detailnetz ist sie in der Kategorie „STRA“ und der OKSTRA-Klasse „G“ eingetragen. Auf einigen aktuellen Karten ist der nach Osten fortsetzende Weg der Allee Pierre de Coubertin als Rue Racine benannt. In der Cité Foch wurden auf einer brachliegenden Fläche südlich vom Packereigraben zunächst Wohnhäuser für die französischen Streitkräfte in Berlin erbaut, zu denen 1984 Straßenzüge benannt wurden. | Rue Racine                                                           |
| Rue Simone de Beauvoir (Lage)    |                            | Simone de Beauvoir (1908–1986), französische Schriftstellerin | 5. Dez. 2024           | Die Privatstraße in der Cité Foch zweigt von der Rue Montesquieu ab. |                                                                      |
| Sangestraße (Lage)               | 0320                       | Familie Sange, Landbesitzer | 18. Feb. 1927          | Die Straße verläuft parallel zur Gorkistraße und hat eine Zufahrt zum „Triftpark“. Die Familie Sange bewohnte einst den Hof Alt-Wittenau 58 und besaß Ländereien zwischen Gorkistraße und Triftstraße, über die die heutige Sangestraße verläuft. Christian Friedrich Sange († 1848) war in der Dalldorfer Gemeindeverwaltung Schöffe und seit 1835 Kirchenvorsteher. | Sangestraße                                                          |
| Schlitzer Straße (Lage)          | 0960                       | Schlitz, Ort im Vogelsbergkreis, mit dem der Bezirk Reinickendorf seit 1964 eine Partnerschaft pflegt                                                                | 9. Sep. 1960           | Die Trasse entstand als Straße 150. Sie liegt im Gebiet zwischen Finsterwalder Straße, Wittenauer Straße und Oranienburger Straße. | Schlitzer Straße                                                     |
| Schmiedepfad (Lage)              | 0260                       | Schmiede | 18. Juli 1958          | Die Trasse entstand als Straße 112. Sie liegt im Siedlungsgebiet zwischen Nordbahntrasse und Roedernallee sowie Wilhelmsruher Damm und Nordgraben. | Schmiedepfad                                                         |
| Schmitzweg (Lage)                | 0670                       | Bruno Schmitz (1858–1916), Architekt | 20. Dez. 1936          | Der Schmitzweg verläuft in einem Bogen zwischen Roedernallee und Tessenowstraße. Bis zur Umbenennung bestand diese Trasse aus der Beusterstraße und der Schmitzstraße sowie der Straße 185 und dem Fußweg 188. Der Abschnitt, der Beusterstraße hieß, war bereits um 1921 nach Heinrich Wilhelm Beuster, einem Rumfabrikanten und Destillateur, benannt worden. Beuster war 1826 Vorsteher der Stadt- und Armenpflege von Berlin und Inspektor des „Schindler'schen Waisenhauses“. 110 Meter dieses Verkehrswegs besitzen die die Ausstattung beschreibende RBS-Klasse „STRA“, sind jedoch im Okstra lediglich als „F“ ausgewiesen. | Schmitzweg                                                           |
| Schorfheidestraße (Lage)         | 0140 im Ortsteil           | Schorfheide | 1. Apr. 1967           | Die Schorfheidestraße verbindet Am Nordgraben mit dem Wilhelmsruher Damm. Im Ortsteil liegt jedoch nur der zunächst zweibahnige Abschnitt von Am Nordgraben bis unter die Brücke durch die S-Bahnstrecke, an deren Ostseite die Grenze zum Märkischen Viertel liegt. Durch diese Lage gehört sie im Berliner Straßensystem zur Kategorie II: Übergeordnete Straßenverbindungen. Die Trasse der Schorfheidestraße wurde als Straße 426 projektiert und die in der Siedlung „Wittenau Nordbahn“ liegende Straße 121 im Nachbarortsteil wurde einbezogen. | Schorfheidestraße                                                    |
| Sittestraße (Lage)               | 0370                       | Camillo Sitte (1843–1903), österreichischer Architekt | 16. Jan. 1925          | Der östliche Abzweig der Sittestraße wurde am 6. August 1937 in Olbrichweg umbenannt, die weitere südliche Fortsetzung der Sittestraße auf das Gelände des Güterbahnhofs Reinickendorf folgte Anfang der 1950er Jahre. Die Straße liegt von der Tessenowstraße nach Süden mit den bebauten Grundstücken 1b–6c (fortlaufend, Westseite) und 6e–8a (fortlaufend, Ostseite) und nach Norden vom Olbrichweg weitergehend mit 33–48 (fortlaufend, Ostseite). Ab Flötnerweg ist die Straße als Sackgasse (Zusatzschild keine Wendemöglichkeit für lKW) markiert. Am Südende führt wegen der Gewerbefläche Güterbahnhof ein Bogen nach Ost um das (nördlich angrenzende) unbebaute Grundstück 6e mit dem Kienhorstbecken und geht in den mit zwei Halbschranken gesperrten Weg zur Ortsteilgrenze mit Reinickendorf. Der Straßenlauf geht in unveränderter Breite von 7,50 Meter im Nachbarortsteil in der Thyssenstraße weiter. Vor der Schranke geht nach Südosten eine Zufahrt zu einer Garagenanlage und dem Grundstück Blunckstraße 12. Im Adressbuch 1928 ist die Sittestraße aufgenommen, markiert von Lindenweg (Tessenowstraße) und im rechten Winkel zur Schmitzstraße. Die Straße besitzt im Adressbuch Hufeisennummerierung, wobei die Grundstücke 1–8 (zum Lindenweg) nicht existieren, gefolgt von Einfamilienhäusern auf 9–22 und auf der Gegenseite 23–48, 27 ist unbewohnt und 46 ist auf Abbruch.  | Sittestraße                                                          |
| Spachtelweg (Lage)               | 0170                       | Spachtel, Werkzeug | 18. Juli 1958          | Die Trasse entstand als Straße 139. Sie liegt im Siedlungsgebiet zwischen Nordbahntrasse und Roedernallee sowie Wilhelmsruher Damm und Nordgraben. Die vom Fräsersteig abgehende Erschließungsstraße liegt in einem Viertel, in dem die Straßen nach Werkzeugen benannt wurden. | Spachtelweg                                                          |
| Spießweg (Lage)                  | 0700                       | Spieß, historische Waffe | 21. Mai 1940           | Die Trasse entstand als Straße 149. Sie verläuft parallel zur Straße Alt-Wittenau und bildet den südlichen Rand des „Volksparks Wittenau“. Das westliche Ende der Straße ist eine Sackgasse, die Trasse innerhalb der Reihenhaussiedlung ist eine Privatstraße. 330 Meter dieses Verkehrswegs besitzen die die Ausstattung beschreibende RBS-Klasse „STRA“ sind jedoch im Okstra lediglich als „F“ ausgewiesen. | Spießweg                                                             |
| Taldorfer Weg (Lage)             | 0640                       | Taldorf, Ortschaft in Baden-Württemberg | 23. Jan. 1931          | Die Trasse entstand als Straße 144, ihre Verlängerung, Straße 402, wurde am 4. April 1961 ebenso benannt. Sie verbindet den Eichborndamm in Höhe Rathaus Reinickendorf und Oranienburger Straße. Von letzterer her sind 330 Meter als Einbahnstraße ausgebildet. Die Straße liegt nördlich der Grünfläche am Nordgraben, entsprechend ist die Südseite am Peter-Witte-Park unbebaut. Die Nordseite der zweispurigen Straße mit Parlspur, breitem Fußweg und Parktaschen aus der Südseite ist mit dreigeschossigen Wohnhäusern in Reihe 1–12 (fortlaufend) und nach der Jahtostraße der Reihenblock 13–16 aus den 1930er Jahren bebaut. Die an den drei Querstraßen nach Norden liegenden gleichartigen Häuserreihen umschließen dabei je einen grünen Innenhofbereich. Am nach 1961 angelegten Bereich zwischen Techowpromenade und Eichbuschdamm (17a–20c) stehen dreigeschossige Wohnhäuser der 1960er Jahre querab vom Straßenlauf, der Flachbau gegenüber vom Rathaus gehört als Nummer 236 zum Eichbuschdamm. An der Südseite im Park liegt die U-Bahn-Station Rathaus Reinickendorf. | Taldorfer Weg                                                        |
| Techowpromenade (Lage)           | 0640                       | Otto Techow (1848–1919), Architekt, „Geheimer Baurat“ beim Oberpräsidium der Provinz Brandenburg                                                                     | vor 1922               | Die Trasse entstand als Straße 58 und die Verlängerung, Straße 11 wurde später einbezogen, 1927 ist sie im Adressbuch noch als projektierte Straße aufgeführt. Die Straße verläuft in einem Bogen vom Taldorfer Weg bis zur Oranienburger Straße und stellt die westliche Begrenzung des nördlichen Teils der „Siedlung Wittenau“ dar. 1928 ist sie im Adressbuch erstmals aufgeführt und 1929 ist die linke Seite von Frommpromenade zur Hauptstraße (Alt-Wittenau) unbebaut, auf der rechten Seite (Straße 144) stehen auf 2–32 Neubauten und 34–40 die Mehrparteienhäuser der Heimstättengesellschaft Primus. | St. Nikolaus-Kirche · Techowpromenade                                |
| Tessenowstraße (Lage)            | 0690                       | Heinrich Tessenow (1876–1950), Architekt und Hochschullehrer an der Technischen Hochschule Berlin                                                                    | 1. Apr. 1962           | Spätestens seit 1910 trug diese Trasse den Namen Lindenweg. Die Straße verbindet die Roedernallee mit der Oranienburger Straße. | Tessenowstraße                                                       |
| Thiloweg (Lage)                  | 0210                       | Thilo, Tegeler Forsträtin, kaufte 1750 das Dalldorfer Kruggut | 20. Okt. 1932          | Die Trasse entstand als Straße 139 und verläuft südlich des Wittenauer Rathausparks. Hier befindet sich der „Städtische Friedhof Wittenau“. | Wittenau Thiloweg Städtischer Friedhof · Thiloweg                    |
| Thyssenstraße (Lage)             | 0470 (im Ortsteil)         | August Thyssen (1842–1926), Industrieller | zwischen 1918 und 1922 | Zu Wittenau gehören die Grundstücke Thyssenstraße 4–28 (gerade) am Nordrand der Straße zwischen Roedernallee und dem Kienhorstbecken an der Sittestraße 6e. Auf 4–26 stehen dreigeschossige Wohnhäuser im Baustil der späten 1930er Jahre, 28 ist ein Gewerbehof, dessen Fläche vormals zum Güterbahnhof Reinickendorf gehörte. Von der Knauerstraße an nach Westen ist die Straße als Sackgasse markiert und der weitere Bereich mit 2,8-t-Schild für die Zufahrt auf das Bahngelände, die Straße führt zwar zur Sittestraße gepflastert weiter, die Durchfahrt ist jedoch durch zwei Halbschranken bis auf eine Radfahrerbreite beschränkt, lässt sich aber (wohl) bei Bedarf öffnen. Das Straßenland selbst und die (ungeraden) Grundstücke an der Südseite gehören zum Ortsteil Reinickendorf. Die Ortsteilsgrenze verläuft am Nordrand der Straße. | Thyssenstraße                                                        |
| Treutelstraße (Lage)             | 0110                       | Nicolaus Treutel, Dorfschmied | 26. Juli 1927          | Um 1926 wurde diese Trasse Trentelstraße genannt. Die falsche Schreibweise des Namens wurde am 26. Juli 1927 korrigiert. Treutel war 1737/38 einer der Vorkämpfer der Dalldorfer Kossätenbewegung, die sich in Dalldorf mit ihrer Forderung nach Grundbesitz auf Kosten der Vollbauern durchsetzten. Die Straße liegt im südlichen Teil der „Siedlung Wittenau“ zwischen der Rathauspromenade und der Elsenpfuhlstraße, einer Parallelstraße der Oranienburger Straße. Auf der 1926er Karte ist die gesamte Fläche zwischen der Oranienburger Straße und der Städtischen Irrenanstalt Dalldorf noch unbebaut. Im Adressbuch 1929 ist die Straße angegeben, schon mit neun Wohnhäusern in Hufeisennummerierung der Gemeinnütz. Bauvereinigung Wohnungssuchender e.G.m.b.H. mit Vierfamilienhäusern ausgebaut. In der aktuellen Darstellung stehen in der in wechselnd nummerierten Straße Bauhausstil-beeinflusste zweigeschossige Wohnhäuser in Reihenbauweise auf den Grundstücken 3–11 (ungerade, Nordseite) und 4–10 (gerade, Südseite). Das Eckgrundstück an der Rathauspromenade nach Norden ist Freifläche zum anschließenden Reihenwohnhaus. Die Häuser besitzen auf der straßenabgewandten Seite Mietergärten und Grünflächen. | Treutelstraße                                                        |
| Triftstraße (Lage)               | 0650 (im Ortsteil)         | Viehtrift, Weg zwischen Stall und Weide | vor 1910               | Die Triftstraße liegt zwischen Alt-Wittenau und Am Nordgraben im Ortsteil und setzt sich südwärts nach Borsigwalde fort. Vor der Errichtung der Kolonie Borsigwalde befanden sich dort Weideflächen der Dalldorfer Bauern, was den Straßennamen erklärt. Die Triftstraße besitzt im Regionalen Bezugssystem den Status einer regionalen Straßenverbindung. | Triftstraße                                                          |
| Ulrichsteiner Weg (Lage)         | 0200                       | Ulrichstein, Ort im Vogelsbergkreis, mit dem der Bezirk Reinickendorf seit 1964 eine Partnerschaft pflegt                                                            | 9. Sep. 1960           | Die Trasse entstand als Straße 158 westlich des „Seggeluchbeckens“. Sie liegt im Gebiet zwischen Finsterwalder Straße, Wittenauer Straße und Oranienburger Straße. Der Ulrichsteiner Weg verbindet Schlitzer Straße und Maarer Straße. 50 Meter dieses Verkehrswegs besitzen die die Ausstattung beschreibende RBS-Klasse „STRA“, sind jedoch im Okstra lediglich als „F“ ausgewiesen. | Ulrichsteiner Weg                                                    |
| Wallenroder Straße (Lage)        | 0440                       | Wallenrod, Ortsteil von Lauterbach, mit dieser Stadt im Vogelsbergkreis pflegt der Bezirk Reinickendorf seit 1966 eine Partnerschaft                                 | 1. Apr. 1967           | Die Trasse entstand als Straße 449 westlich des Märkischen Viertels. Sie liegt im Gebiet zwischen Finsterwalder Straße, Wittenauer Straße und Oranienburger Straße. In dieser Sackgasse befindet sich das alte Fernheizwerk sowie weitere Gewerbe- und Industrieflächen. |                                                                      |
| Weinbrennerweg (Lage)            | 0160                       | Friedrich Weinbrenner (1766–1826), Architekt, Stadtplaner und Baumeister des Klassizismus                                                                            | 23. Nov. 1933          | Die Trasse entstand als Straße 66 des Bebauungsplans der Siedlung. Sie wurde am 20. Oktober 1932 als Verlängerung der Henricistraße angelegt und zunächst ebenso genannt. Ein knappes Jahr später folgte die Umbenennung. Der Weinbrennerweg liegt zwischen Knauerstraße und Roedernallee in der Siedlung der Ostecke des Ortsteils gegenüber vom Güterbahnhof Reinickendorf (Thyssenstraße). Die dreigeschossigen Wohnhäuser am Weinbrennerweg im Bauhausstil mit Flachdach stehen quer zum Straßenlauf, nach Nord 1–9d, nach Süd 2–10b. Die Wohnhausreihe ist dabei jeweils mit Zusatzbuchstaben gekennzeichnet, 1,3 und 2, 4 (zur Knauerstraße) stehen parallel zur Straßenfront. Die Wohnhäuser unterscheiden sich im Baustil deutlich zu den umliegenden Wohnhäusern der westlicheren Straßen dieses Quartiers (Siedlung Wittenau) mit Spitzdächern. Nach Osten endet die Fahrstraße an einem Wendehammer und führt als Fußweg weiter, abgesperrt mit umlegbaren Verkehrspfosten. Der östliche Ausgang ist eine Durchfahrt im Erdgeschoss des Wohnhauses Roedernallee 162a und 162b. Im Adressbuch 1935 gehört der Weinbrennerweg zu Reinickendorf (Ost) und ist in der bestehenden Form im Eigentum der Graf Roedern-Allee Grundstücksges. m.b.H. schon mit Vier- bis Sechsfamilienhäusern bebaut. |                                                                      |
| Welzower Steig (Lage)            | 0210 im Ortsteil           | Welzow, Bergbaugemeinde in Brandenburg | 15. Apr. 1982          | Der Rad- und Fußweg (er hat im RBS eine Straßennummer: 5602) führt von der Wittenauer zur Königshorster Straße im Märkischen Viertel mit gesamt 720 Meter. Bis an die Ortsteilgrenze am Seegeluchbecken führt er am Südwestufer des Packereigrabens auf dem Wittenauer Ufer entlang. Die zwei bebauten Grundstücke 3 und 5 (an den Sportplätzen im Heinzegrabenbogen) liegen im Märkischen Viertel, im Ortsteil sind keine Grundstücke zugeordnet. Er grenzt an das Gewerbegebiet Wallenroder Straße und die KGA ‚Seggeluchbecken‘, er kreuzt die Trasse der vormaligen Industriebahn. Er ist im RBS-Detailnetz in der RBS-Klasse „FUWE“ ausgezeichnet und nach OKSTRA als „F“. Er gehört zu dem Reinickendorfer Wanderwegesystem. | Welzower Steig                                                       |
| Wilhelm-Gericke-Straße (Lage)    | 0780                       | Wilhelm Gericke (1838–1926), Grundbesitzer und Stadtrat in Berlin, sein Sohn war in Wittenau Gemeindevertreter                                                       | 1969                   | Die Trasse entstand als Straße 4, ihre Verlängerung – Straße 3 – wurde am 18. Juli 1958 ebenso genannt. Sie liegt zwischen Oranienburger Straße und Roedernallee südlich des Nordgrabens und führt teilweise über die ehemaligen Ländereien Gerickes. Unweit der Straße befindet sich Gerickes Sommersitz, die Villa Humboldthöhe. | Wilhelm-Gericke-Straße                                               |
| Wilhelmsruher Damm (Lage)        | 0250                       | Verbindung von Wittenau nach Wilhelmsruh | 20. Mai 1937           | Der westliche Abschnitt der Straße liegt zwischen Oranienburger Straße und unter der Bahnbrücke hindurch im Ortsteil. Die Ortsteilsgrenze liegt an der Ostseite der Bahnlinie und der Damm setzt sich ins Märkische Viertel und im Weiteren nach Rosenthal fort. Zu Wittenau gehören die Grundstücke 232–246 (gerade) und 231/245 (ungerade). Durch die Anbindung an die B 96 und über den Eichborndamm an das Autobahnnetz gehört er im Berliner Straßensystem zur Kategorie II: Übergeordnete Straßenverbindungen. | U-Bahnhof Wittenau                                                   |
| Windhalmweg (Lage)               | 0500                       | Windhalm, Gräsergattung | 4. Aug. 1930           | Die Trasse entstand als Straße 129 der „Siedlung Stadtpark“. Die verläuft östlich parallel zum Eichborndamm zwischen Eisenhartsteig und Im Hufeschlag. Im Adressbuch 1935 mit Post Borsigwalde und zwischen Im Hufenschlag und Eisenhartsteig vermerkt und führt über Tuchert- und Olbendorfer Weg. Die linke Seite ist unbebaut, auf der rechten Seite 2–48 (gerade) stehen Einfamilienhäuser, 6 und 12 Baustellen, auf 20 (Ecke Tuchertweg) liegt ein Garten. Aktuell sind auf der Ostseite die Grundstücke 2–14 (Puchertweg), 20 ist Garten, 22–32 (Olberndorfer Weg), 34–46 bebaut, auf der Westseite stehen dreigeschossige Flachdachwohnhäuser hinter einer Rasenfläche, wobei die Hauseingänge jenseits liegen, auf den Grundstücken 5–31 (ungerade), wobei die Einzelhäuser in Zweier- bis Viererblöcke zusammengefasst sind. Die westliche Bebauung erfolgte Anfang der 1950er Jahre, im Adressbuch 1943 ist auf der linken Seite lediglich ein Sportplatz (aktuell Marie-Schleim-Heim: Eichborndamm 124) zwischen Im Hufenschlag und Puchertweg genannt und auf der Karte 1955 ist diese Straßenseite bebaut eingetragen. | Windhalmweg                                                          |
| Wittenauer Straße (Lage)         | 1090 (im Ortsteil)         | Verbindung von Lübars nach Wittenau | 1. Apr. 1967           | Die Wittenauer Straße trägt ihren Namen von Alt-Lübars her und verläuft zum größeren Teil im Nachbarortsteil Lübars. Der westliche Abschnitt zwischen der Brücke am Packereigraben und der Oranienburger Straße liegt mit den Grundstücken 1–123 (ungerade) und 4–118 (gerade) in Wittenau. Bis zu ihrer Umbenennung 1967 hieß der Teil der Straße, der sich in Wittenau befindet, Wittenauer Weg. Diesen Namen trug die Straße spätestens seit dem Jahre 1925. Am 1. November 1968 wurde die Straße 425 ebenfalls in Wittenauer Straße umbenannt. | Wittenauer Straße 76–80 · Berlin-Wittenauer Straße (Berlin-Wittenau) |
| Zangengasse (Lage)               | 0590                       | Zange, Werkzeug | 18. Juli 1958          | Die Trasse entstand als Straße 114. Sie liegt im Siedlungsgebiet zwischen Nordbahntrasse und Roedernallee sowie Wilhelmsruher Damm und Nordgraben. Die vom Fräsersteig zum Amboßweg verlaufende Straße liegt in einem Viertel, in dem die Straßen nach Werkzeugen benannt wurden. | Zangengasse                                                          |

## Liste ehemaliger oder geplanter Straßen
Die Gemeinde Wittenau (vorher Dalldorf) war durch die „Städtische Irrenanstalt Dalldorf“ geprägt. Durch Terraingesellschaften wurden verschiedene Siedlungsprojekte angelegt, namensgebend für die Straßen waren teilweise lokal-wichtige Personen, deren Bedeutung oder Erinnerung vergingen. Projektierte und benannte Straßen wurden erst später bebaut, wodurch sich Trasse und Namen änderten. Die Gemeinde Wittenau wird im Berliner Adressbuch 1910 erstmals mit den Straßen aufgeführt: Bahnhof-, Breitenbach-, Charlottenburger, Hauptstraße, Hermsdorfer Straße, Holzweg, Innungsstraße, Lindenweg, Lübarser Straße, Mirau-, Mühlenstraße, An der Nordbahn, Oranienburger, Roedernallee, Rosenthaler Straße, „Schäferei“, Seidel-, Tegeler, Trift-, Wittestraße. Von diesen Straßen wurden einige umbenannt und einige gehören nicht mehr zum Ortsteil.
| vormals                 | von           | bis           | umbenannt in (aktuell) | Namensherkunft                                                  | Anmerkungen |
| ----------------------- | ------------- | ------------- | ---------------------- | --------------------------------------------------------------- | --- |
| An der Nordbahn         | vor 1910      | 9. Sep. 1960  | → Ilbeshäuser Weg      | Nordbahn, Lage parallel der Bahnstrecke                         | Im Berliner Adreßbuch von 1921 ist die Straße nicht genannt, auf der 1922 publizierten Karte jedoch namentlich eingezeichnet. Sie wurde vor 1910 benannt und ist im Adressbuch 1910 mit den zwei bebauten Grundstücken 1 und 2 zwischen Nordbahn und Oranienburger Straße aufgeführt. |
| Bahnhofplatz            | vor 1925      | 4. Apr. 1961  | → Göschenplatz         | seit 1877 gab es den Bahnhof Wittenau, damals Dalldorf          | Mit dem Straßenausbau wurde der Bahnhofsvorplatz als solcher bedeutsam. |
| Bahnhofstraße           | vor 1902      | 4. Apr. 1961  | → Göschenstraße        | seit 1877 Haltepunkt in Dalldorf                                | Die Straße ist im Adressbuch von 1902 bereits verzeichnet. Die Berliner Nordeisenbahn-Gesellschaft hatte mit dem Bau der Strecke bei Dalldorf im Frühjahr 1872 begonnen. 1877 wurde beim Bau der Nordbahn in Dalldorf ein Haltepunkt eingerichtet. Die Bahnhofstraße führt 1910 vom Bahnhof zur Feldmark. |
| Beusterstraße           | um 1921       | 1. Dez. 1936  | → Schmitzweg           | Heinrich Wilhelm Beuster (19. Jahrhundert), Unternehmer         | Die Beusterstraße wurde zwischen 1920 und 1921 benannt. Im Adreßbuch Berlins von 1920 ist die Straße noch nicht verzeichnet, ein Jahr später dagegen ist sie namentlich erfasst. |
| Charlottenburger Straße | vor 1907      | 20. Mai 1937  | → Eichborndamm         | Charlottenburg, Zielrichtung                                    | Im Adreßbuch von 1907 verzeichnet verlief sie als Verlängerung der Eichbornstraße vom S-Bahnhof Eichbornstraße (heute Eichborndamm) zur Hauptstraße in Wittenau. Am 20. Mai 1937 wurden die Charlottenburger Straße bis zur Einmündung Spandauer Straße (heute Holzhauser Straße) und die Eichbornstraße in Eichborndamm umbenannt. Gleichzeitig wurde das nördliche Reststück mit der Spandauer Straße in Holzhauser Straße umbenannt. |
| Chaussee nach Hermsdorf | vor 1900      | vor 1910      | → Oranienburger Straße | Hermsdorf, nördlicher Nachbarort                                | Die Chaussee nach Hermsdorf ging von der damaligen Berliner Straße (Ollenhauerstraße) weiter und führte von der Straße Tegel–Berlin und aus der Stadt Charlottenburg kommend den Verkehr in den heutigen Ortsteil Hermsdorf. |
| Eichbornstraße          | 1875          | 20. Mai 1937  | → Eichborndamm         | Ludwig (Louis) Eichborn (1819–1903), Grundbesitzer, Bankier     | Die Eichbornstraße verlief von Scharnweberstraße zum S-Bahnhof Eichborndamm, in der Verlängerung die Charlottenburger Straße zur Hauptstraße in Wittenau (Alt-Wittenau). Beide Straßen wurden 1937 in Eichborndamm umbenannt. Eichborn projizierte die künftigen Trassen der Straßen der auf den Flächenplan seiner Terrain-Gesellschaft und verkaufte die Parzellen an Kleinhandwerker, Arbeiter und Bauern vor allem aus Berlin. 1873 wurde die Eichbornstraße als Projekt angelegt und erhielt noch zu seinen Lebzeiten 1875 seinen Namen. |
| Frommstraße             | um 1921       | nach 1922     | → Frommpromenade       | Fromm war als Syndikus im Kreis Niederbarnim tätig              | Die Frommstraße wurde um 1921 im Projektplan benannt. Beeinflusst durch die Planungsumgebung wurde jedoch „Promenade“ gewählt. Der Ausbau verzögerte sich mit der Inflation. |
| Haenischstraße          | um 1917       | 27. Apr. 1936 | → Pannwitzstraße       | Felix Haenisch (19./20. Jahrhundert), Unternehmer               | Haenisch war 1909 stellvertretendes Vorstandsmitglied der Deutschen Waffen- und Munitionsfabrik, die in Wittenau an der ehemaligen Charlottenburger Straße ihre Niederlassung hatte. Er wohnte (1909) Kaiserin-Augusta-Allee 30 in Moabit. |
| Hauptstraße             | vor 1910      | 31. Juli 1952 | → Alt-Wittenau         | zentrale Straße des Vororts                                     | Mit der Erweiterung des Straßennetzes wurde die überlieferte Bezeichnung Dorfstraße durch Hauptstraße ersetzt. Der Ort Wittenau mit der Hauptstraße – und Einwohnern - wird erstmals im Adreßbuch von 1910 aufgeführt. |
| Holzweg                 | vor 1907      | 6. Aug. 1937  | → Eichhorster Weg      | Holzweg ist die alte Flurbezeichnung                            | Er ist im Adreßbuch von 1907 bereits verzeichnet. Im Adressbuch 1910 ist der Holzweg zwischen Lübarser Straße und Gemarkung Rosenthal in Hufeisennummerierung aufgenommen, mit den Grundstücken 1–21 nach und 22–42 von Rosenthal her. Bebaut ist lediglich 37, 38 mit der Gem. Wittenau als Eigentümer. |
| Laufer Platz            | um 1921       | 1936          | → entwidmet            | Lauf an der Pegnitz, Kreisstadt in Bayern                       | Der Laufer Platz wurde um 1921 mit dem Heimstätten-Projekt benannt. Im Adressbuch Berlins von 1920 ist er noch nicht enthalten, ein Jahr später namentlich ausgewiesen. Der Platz war Abschluss der Straße Heiligental an der (ursprünglichen) Jansenstraße. Er wurde um 1936 entwidmet und erhielt die Nummern 186 und 187. Ab 1936 wurden dort Baumaßnahmen durchgeführt. Im Juli 1963 wurden diese nummerierten Straßen dann gestrichen. Heute steht an jener Stelle eine Schule. |
| Lindenweg               | vor 1902      | 1. Apr. 1962  | → Tessenowstraße       | Linde, Laubbaum                                                 | Er ist im „Adreßbuch von 1902“ bereits verzeichnet. 1910 ist er zwischen Oranienburger Straße und Gemarkung Reinickendorf vermerkt mit den Grundstücken 1–54 in Hufeisennummerierung vorwiegend als Baustellen. An der Gemarkung Reinickendorf sind die 28 und 29 genannt, bebaut sind 4, 52 und 54. Die Zielrichtung des Lindenwegs beim Anlegen ist die „Irrenanstalt Dalldorf“ |
| Mühlenstraße            | vor 1910      | 1. Feb. 1965  | → Soltauer Straße      | zur Dalldorfer Mühle                                            | 1824 ist auf einer Karte südwestlich vom Dorfkern ein Windmühlenfeld markiert. Im Adressbuch 1910 ist die Mühlenstraße an die Spandauer Straße anschließend mit dem Sattelberg'schen Haus und das Grundstück der Berl. waagen- und Hebezeugwerke vorm. H. Bockhacker genannt. |
| Parallelstraße          | vor 1922      | 14. März 1958 | → Jean-Jaurès-Straße   | parallel zur Nordbahn                                           | Diese lag zwischen Nimrodstraße und Wilhelmsruher Damm auf Waidmannsluster Gebiet. Am 14. März 1958 wurde die Parallelstraße in die Cyclopstraße einbezogen. Durch die anliegend Cité Foch erhielt am 1. November 1987 der Abschnitt der Cyclopstraße zwischen Hermsdorfer Straße und Waidmannsluster Damm den aktuellen Namen. 1925 für Waidmannslust unbebaut von der Waidmannstraße aus verzeichnet. |
| Reinickendorfer Straße  | vor 1902      | um 1910       | → Roedernallee         | Reinickendorf, südöstliche Nachbargemeinde                      | Die Reinickendorfer Straße ist im Adreßbuch von 1902 verzeichnet. Sie führte von der Oranienburger Chaussee in Reinickendorf zur Chaussee nach Hermsdorf. |
| Robertstraße            | vor 1912      | 1. Apr. 1998  | → Bad-Steben-Straße    | Robert Friedrich Joachim Jahn (1853–1907), Bauerngutsbesitzer.  | Als Straße K projektiert wurde sie nach dem Besitzer des Straßenlandes benannt. 1915 ist die Straße im Adressbuch zwischen Spandauer und Charlottenburger Straße aufgeführt, außer Baustelle steht das Feuerwehrdepot an dieser Straße. Jahn hatte 1892 einen anderen Teil seiner Ländereien an die russische Gemeinde verkauft, die dieses Terrain zum Anlegen des russisch-orthodoxen Friedhofs nutzte. 1898 verkaufte er weiteres Landeigentum an die Terraingesellschaft Tegel. Er wurde 1899 wegen Geisteskrankheit entmündigt. |
| Rosenthaler Straße      | vor 1902      | 20. Mai 1937  | → Eichborndamm         | Rosenthal, östlicher Nachbarort                                 | Sie ist im Adreßbuch von 1902 bereits verzeichnet. Die Rosenthaler und die Wittenauer Straße bildeten einen Straßenzug. Die Rosenthaler Straße führte von der Hauptstraße in Wittenau über die Oranienburger Straße zur Nordbahn an der Gemarkung Rosenthal. 1937 wurde der Teil bis zur Oranienburger Straße in Holzhauser Straße, der östlich der Oranienburger Straße gelegene Teil in Wilhelmsruher Damm umbenannt. 1958 wurde ein Teil der Holzhauser Straße in den Eichborndamm einbezogen. |
| Rosentreterpfad         | um 1965       | um 1970       | → einbezogen           | Karl Friedrich Gustav Rosentreter (1845–1896), Lehngutbesitzer. | Der Pfad lag an der Rosentreterpromenade und ist bis heute noch als Abzweig zu erkennen. Um 1970 wurde der vermutlich nie offizielle benannte Rosentreterpfad in die Rosentreterpromenade einbezogen. |
| Schmiedegasse           | 20. Okt. 1932 | 9. Juni 1933  | → Am Grüngürtel        | Schmiede, Werkstatt zur Metallarbeit                            | Die Straße liegt 1932 zwischen Thiloweg und Feldmark. 1934 sind die Grundstücke 1–17 (ungerade) und 2–16 (gerade) sind außer mit fünf Baustellen mit Ein- und Zweifamilienhäusern bebaut, 1932 ist noch kein Eintrag verzeichnet. Die Trasse ist als Straße 140 projektiert. |
| Schmitzstraße           | 16. Jan. 1925 | 1. Dez. 1936  | → Schmitzweg           | Bruno Schmitz (1858–1916), Architekt                            | 1926 ist die Schmitzstraße im Adressbuch genannt,Lemma. In: Berliner Adreßbuch, 1926, IV.Teil, S. 2161. zwischen Lindenweg und Henricistraße mit den Einfamilienhäusern 1–7 (fortlaufend) und zurücklaufend 8–32 1936 erhielten Schmitzstraße, Beusterstraße, Straße 185 und Fußweg 188 den Namen Schmitzweg. |
| Spandauer Straße        | vor 1905      | 20. Mai 1937  | → Holzhauser Straße    | mittelbarer Fahrweg zur Stadt Spandau                           | Im Stadtplan Berlins 1905 ist die Straße namentlich benannt. Die Spandauer Straße führte von Berliner, Bernauer und Seidelstraße in Tegel zur damaligen Hauptstraße in Wittenau. 1937 wurden die Spandauer Straße, der nördliche Rest der Charlottenburger Straße und der sich anschließende Teil der Rosentaler Straße zur Oranienburger Straße in Holzhauser Straße umbenannt. |
| Tegeler Straße          | vor 1910      | 18. Sep. 1934 | → Gorkistraße          | Tegel, westlicher Nachbarort                                    | Auf einer Karte Berlins von 1905 ist der Tegeler Weg von der Gemarkungsgrenze Tegel/Wittenau (in der Wittenauer Heide) zwischen dem damaligen Dalldorfer Weg (Tegel) zur Hauptstraße (Alt-Wittenau) eingezeichnet. Vor 1910 wurde der Weg zur Straße erhoben. Auf der 1912 publizierten Karte ist die Tegeler Straße eingezeichnet. 1934 erfolgte die Benennung nach dem Anhänger der NS-Bewegung Dietrich Eckart. Mit diesem Namen wurde die gesamte Straße bis Tegel hinein benannt. Für Wittenau gilt dieser Straßenname von (Gemarkung Tegel) Am Hügel bis Rosentreterpromenade. Im Rahmen der Entnazifizierung am 31. Juli 1947 erfolgte die erneute Umbenennung in Gorkistraße. |

## Sonstige Örtlichkeiten in Wittenau

### Wohnsiedlungen
- Blaue Siedlung am Triftpark (Lage)
- Gelbe Siedlung am Triftpark (Lage)
- Cité Foch[57] (Lage)
- Siedlung Steinberg Am Priesteracker (Lage)
- Siedlung Stadtpark Eichborndamm (Lage) und in der Pannwitzstraße (Lage). Die Siedlung wurde im Bereich westlich der Karl-Bonhoeffer-Nervenklinik zum Eichborndamm, sie liegt im Südwesten des Ortsteils und grenzt an den westlichen Ortsteil Borsigwalde und im Süden an Reinickendorf. Die Siedlung ist beim Anlegen zu beiden Seiten des Eichborndamms eingezeichnet,[58] der Borsigwalder Teil wurde zum Gewerbegebiet umgerüstet.
- Siedlung Grünland Gorkistraße (Lage)
- Siedlung Roter Adler Fräsersteig (Lage)
- Siedlung Wittenau Oranienburger Straße (Lage)
- Siedlung ,Neue Heimat’: sie liegt auf einem entwidmeten Randstreifen der KGA Steinberg.

### Grünflächen und sonstige Einrichtungen
- Herrnholzpark: er liegt um das Herrnholzbecken herum. Durch die Lage am Packereigraben entlang, der die Ortsteilgrenze zu Waidmannslust ist, liegt der Park in beiden Ortsteilen auf einem Streifen am Graben zum Tripelgrenzpunkt mit Lübars.
- Park Borsigaue
- Rathauspark Wittenau: erliegt im Winkel der Straße Am Rathauspark und dem Wittenauer Friedhof.
- Seggeluchpark
- Triftpark erhielt seinen Namen von der östlich anliegenden Triftstraße und liegt auf dem Gebiet nordwestlich vom Kesselpfuhlgraben jenseits der Bebauung Am Triftpark im Winkel von Gorkistraße, Alt-Wittenau und Triftstraße. Im Zentrum liegt eine ovale Sportfläche mit Rasenboden. Der Triftpark umfasst etwas über 4,6 Hektar.
- Volkspark Wittenau liegt zwischen Eichborndamm und Sportplatz Wittenau, östlich von der Oranienburger Straße und westlich vom Spießweg begrenzt. Er umfasst eine Fläche von nahezu 5,2 Hektar.
- Friedhof Wittenau: erliegt südlich von Alt-Wittenau zwischen Am Grüngürtel, Thiloweg und Am Rathauspark und grenzt im Osten an den Rathauspark.
- Karl-Bonhoeffer-Nervenklinik

### Kleingartenanlagen (KGA)
Im Ortsteil sind elf Kleingartenanlagen im Kleingartenentwicklungsplan aufgenommen, von denen sieben als fiktive Dauerkleingartenanlage und zwei als Dauerkleingartenanlage dauerhaft im Bestand gesichert sind. Die Anlagen sind Mitglied im Bezirksverband Reinickendorf, der nach dem Zweiten Weltkrieg im Jahre 1945 gegründet.
- KGA ,Am Nordgraben’: Diese Dauerkleingartenanlage[60] mit 59 Parzellen auf 22.584 m² landeseigenem Pachtland. Diese Anlage besitzt die Straßennummer 6149. Der Dauerkleingartenverein Kolonie Am Nordgraben e. V. hat die Anschrift Roedernallee 56a

- KGA ,Am Rathaus Wittenau’: Die Anlage[60] des Kleingartenvereins Am Rathaus Wittenau liegt Am Rathauspark 13 und besitzt auf 14.541 m² landeseigenem Pachtland 47 Parzellen. Diese Anlage besitzt die Straßennummer 16139.

- KGA ,Borsigaue’: In der Miraustraße 137a liegt diese Kolonie[61] mit 25 Parzellen auf 8.627 m² landeseigenem Pachtland.
- KGA ,Cyclop’: An der Cyclopstraße 10/12 liegen auf 40.683 m² landeseigenem Pachtland 102 Parzellen in dieser Anlage.[60] Diese Anlage besitzt die Straßennummer 6240.
- KGA ,Einigkeit’: Auf den 47.362 m² landeseigenem Pachtland dieser Anlage[60] befinden sich 102 Parzellen, von den vier erbliches Dauernutzungsrecht aus der Zeit nach dem Zweiten Weltkrieg besitzen. Die KGA ist unter der Postadresse Oranienburger Straße 130 erfasst. Diese Anlage besitzt die Straßennummer 6274.
- KGA ,Grünlandtal’: In den Kaveln 1a steht für diese im Bestand dauerhaft gesicherte fiktive Gartenanlage[60] mit 52 Parzellen auf 17.779 m² landeseigenem Pachtland. Diese Anlage besitzt die Straßennummer 6400.
- KGA ,Havelmüller’: Am Havelmüllerweg 11a befinden sich 128 Parzellen auf 48.765 m² landeseigenem Pachtland in der im Bestand dauerhaft gesicherten Kleingartenanlage.[60] Diese Anlage ist ein Teil des Gartenvereins von Humboldt, der zum großen Teil in Tegel liegt. Diese Anlage besitzt die Straßennummer 6436.
- KGA ,Niederbarnimer-Eisenbahn-Rosentreterpromenade’: Diese Kleingartenanlage liegt auf der vormaligen Trasse der Industriebahn Tegel-Friedrichsfelde, deren Abschnitt zum Tegeler Hafen stillgelegt wurde.[62] Sie befindet sich zwischen der KGA Steinberg und dem Wittenauer Teil des Steinbergparks. Die Gesamtfläche an der Rosentreterpromenade 36 umfasst 14.517 m² auf denen sich die Bahnlandwirtschaft befindet. Diese Trasse wird von der Ortsteilgrenze zu Tegel gekreuzt. Diese Anlage besitzt die Straßennummer 5962.
- KGA ,Schlehbusch’: An der Rosentreterpromenade 64 liegt diese Kleingartenanlage[63] als dauerhaft gesichert mit 29 Parzellen auf 9.500 m² landeseigenem Pachtland. Diese Anlage besitzt die Straßennummer 16154.
- KGA ,Steinberg’: Diese große Kleingartenanlage[63] mit 648 Parzellen 210.939 m² landeseigenem Pachtland liegt in der postalischen Adresse unter Gorkistraße 183. Diese Anlage besitzt die Straßennummer 6741. Die Anlage ist eingebettet in dem Grünzug, der sich vom Rathaus bis zum Tegeler Fließtal hinzieht. Gegründet wurde der Verein im Jahre 1917.
- KGA ,Zur Pappel’: 30 Parzellen auf 13.272 m² landeseigenem Pachtland umfasst die Daueranlage[63] in der Schlitzer Straße 89. Diese Anlage besitzt die Straßennummer 9205.